# Regionaler Naturpark Sainte-Baume

Logo des Naturparks

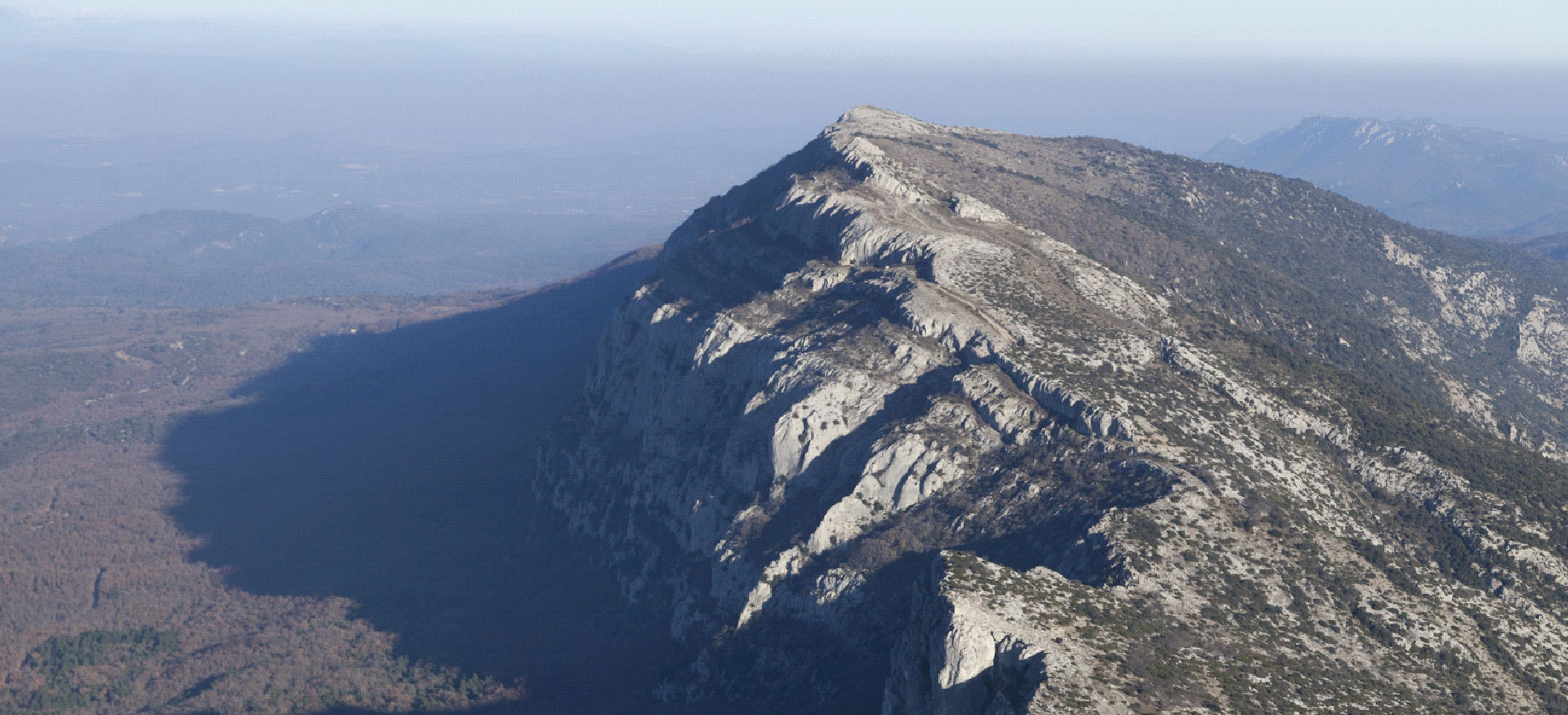
Luftaufnahme des Sainte-Baume Massivs

Der Regionale Naturpark Sainte-Baume (französisch: Parc naturel régional de la Sainte-Baume) liegt in der französischen Region Provence-Alpes-Côte d’Azur in den Départements Bouches-du-Rhône und Var. Er umfasst die namengebende Bergkette Massif de la Sainte-Baume mit den umgebenden Landschaften und erstreckt sich im Gebiet nördlich von Toulon, östlich von Aubagne, südlich von Saint-Maximin-la-Sainte-Baume sowie westlich von Cuers.

## Parkverwaltung
Die Gründung des Naturparks erfolgte am 21. Dezember 2017. Der Park umfasst aktuell eine Fläche von rund 84.200 Hektar. Die Parkverwaltung hat ihren Sitz im Ort Nazareth, im östlichen Gemeindegebiet von Plan-d’Aups-Sainte-Baume (43° 20′ 9″ N, 5° 45′ 25″ O). 28 Gemeinden mit einem Einzugsgebiet von etwa 61.500 Bewohnern bilden den Park, eine weitere Gemeinde (Roquefort-la-Bédoule) ist assoziiert.

## Größere Orte im Park
Die größeren Gemeinden liegen in den Randzonen und sind nur mit bestimmten Gebietsteilen im Naturparks integriert.
- Auriol
- Le Beausset
- Brignoles
- Saint-Maximin-la-Sainte-Baume
- Trets

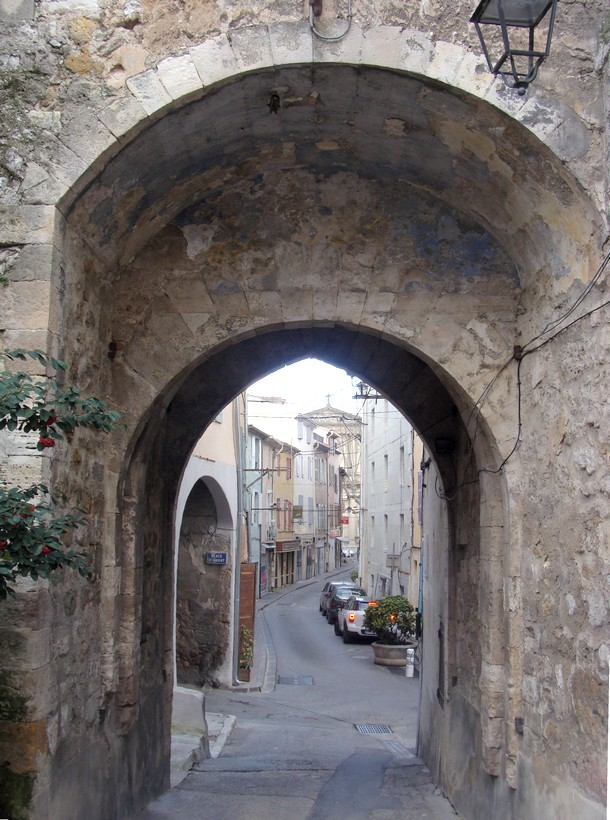
Stadtbefestigung in Auriol
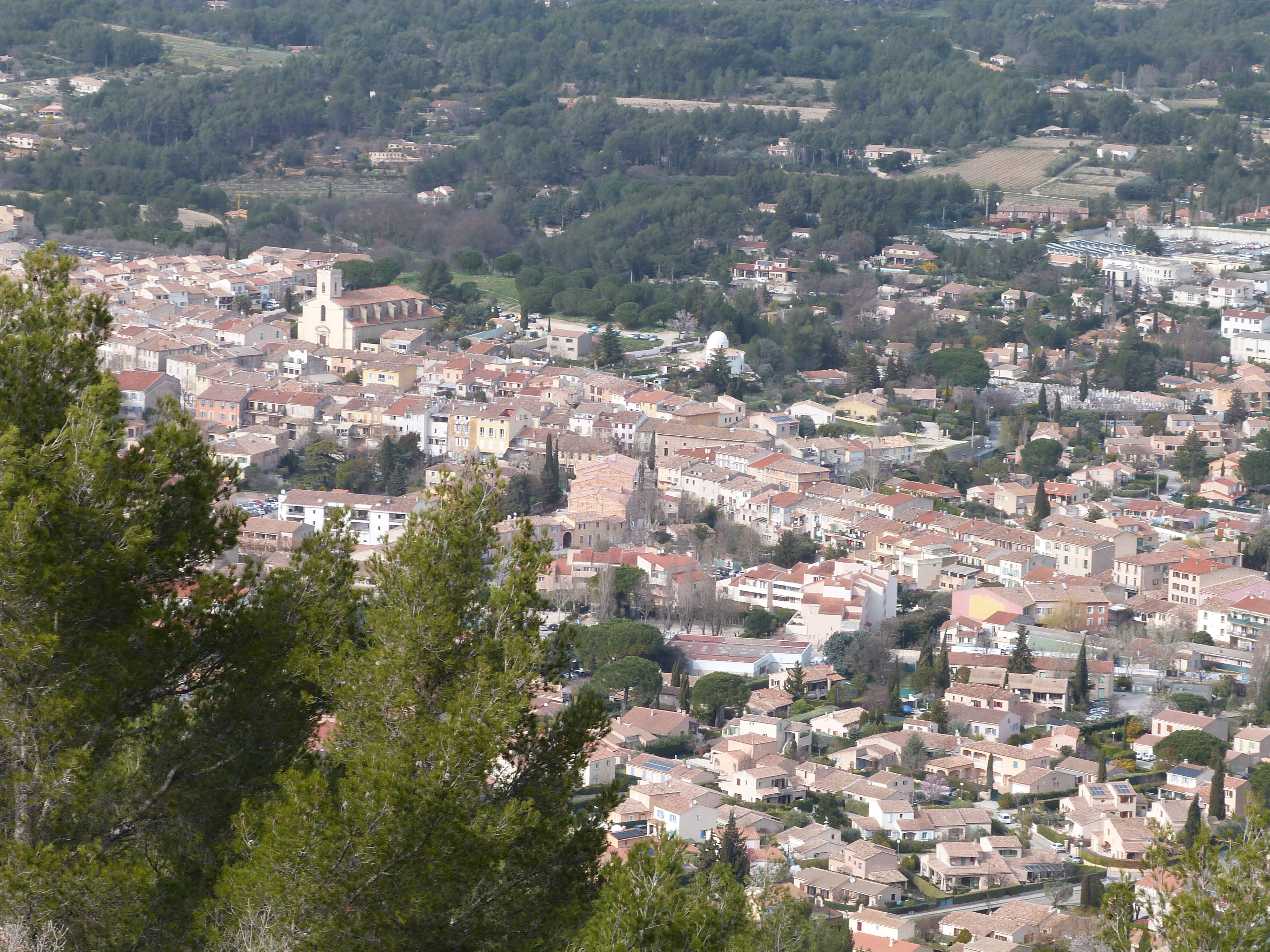
Blick auf Le Beausset
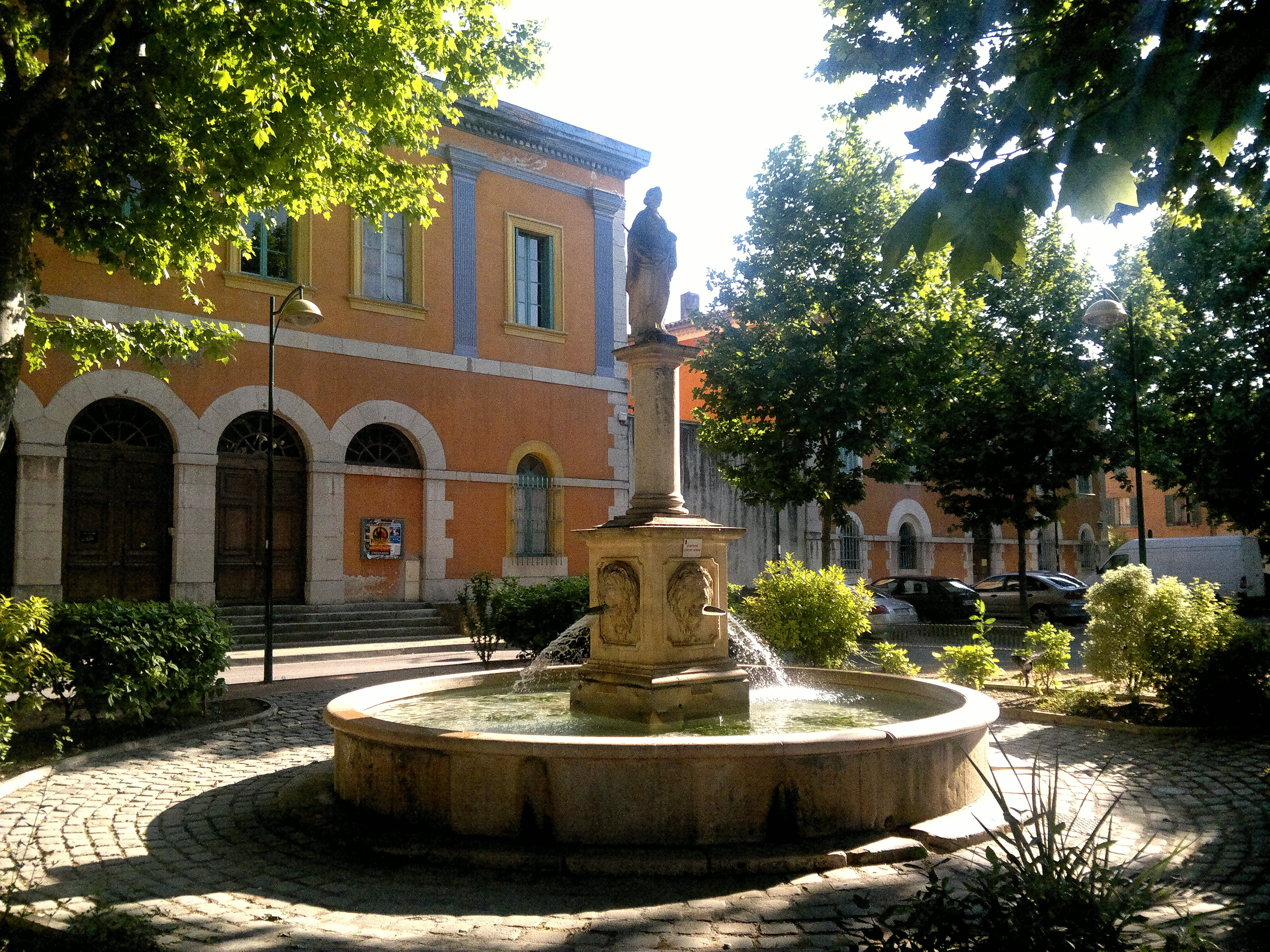
Springbrunnen im Stadtzentrum von Brignoles
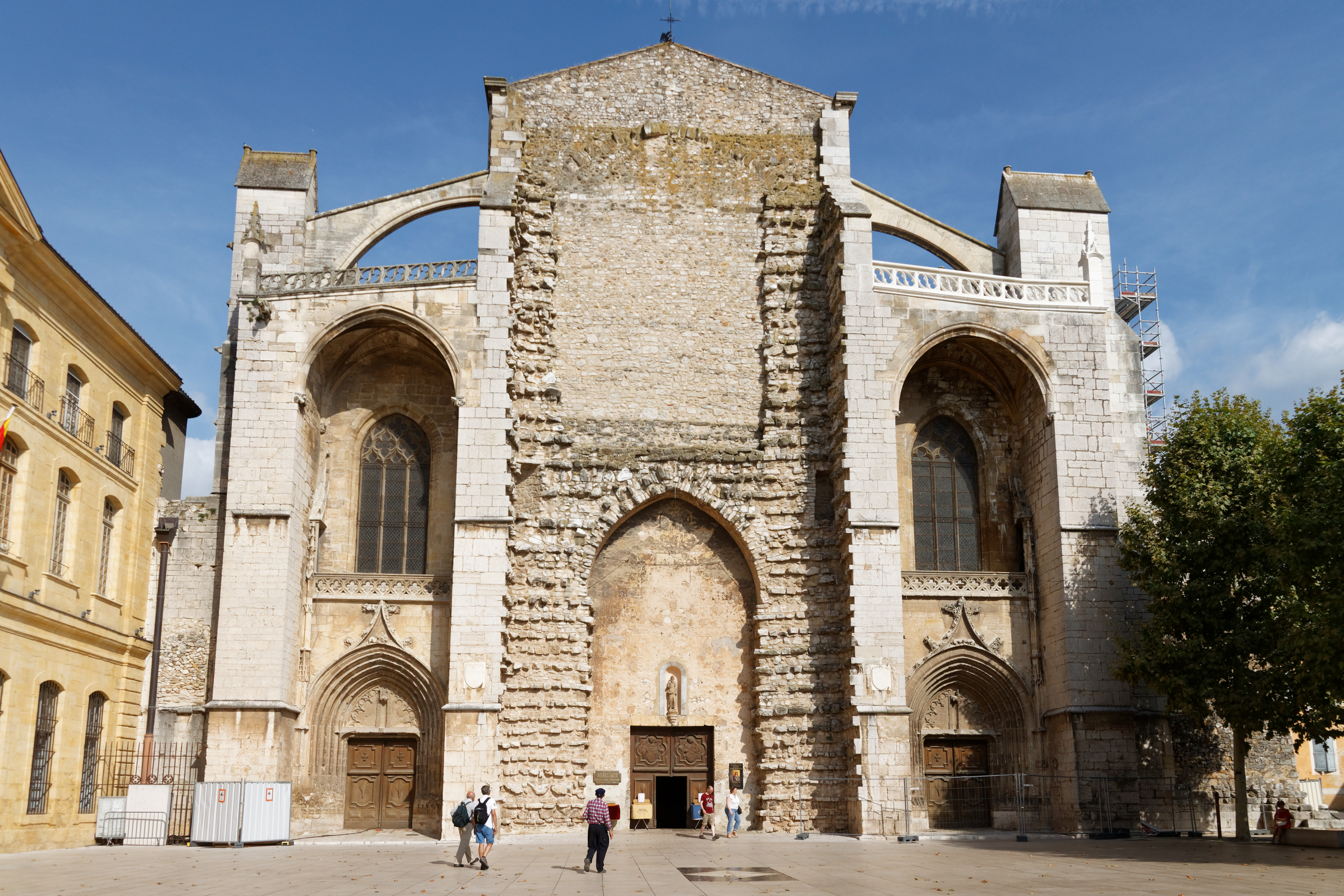
Basilika Sainte-Marie-Madeleine in Saint-Maximin-la-Sainte-Baume
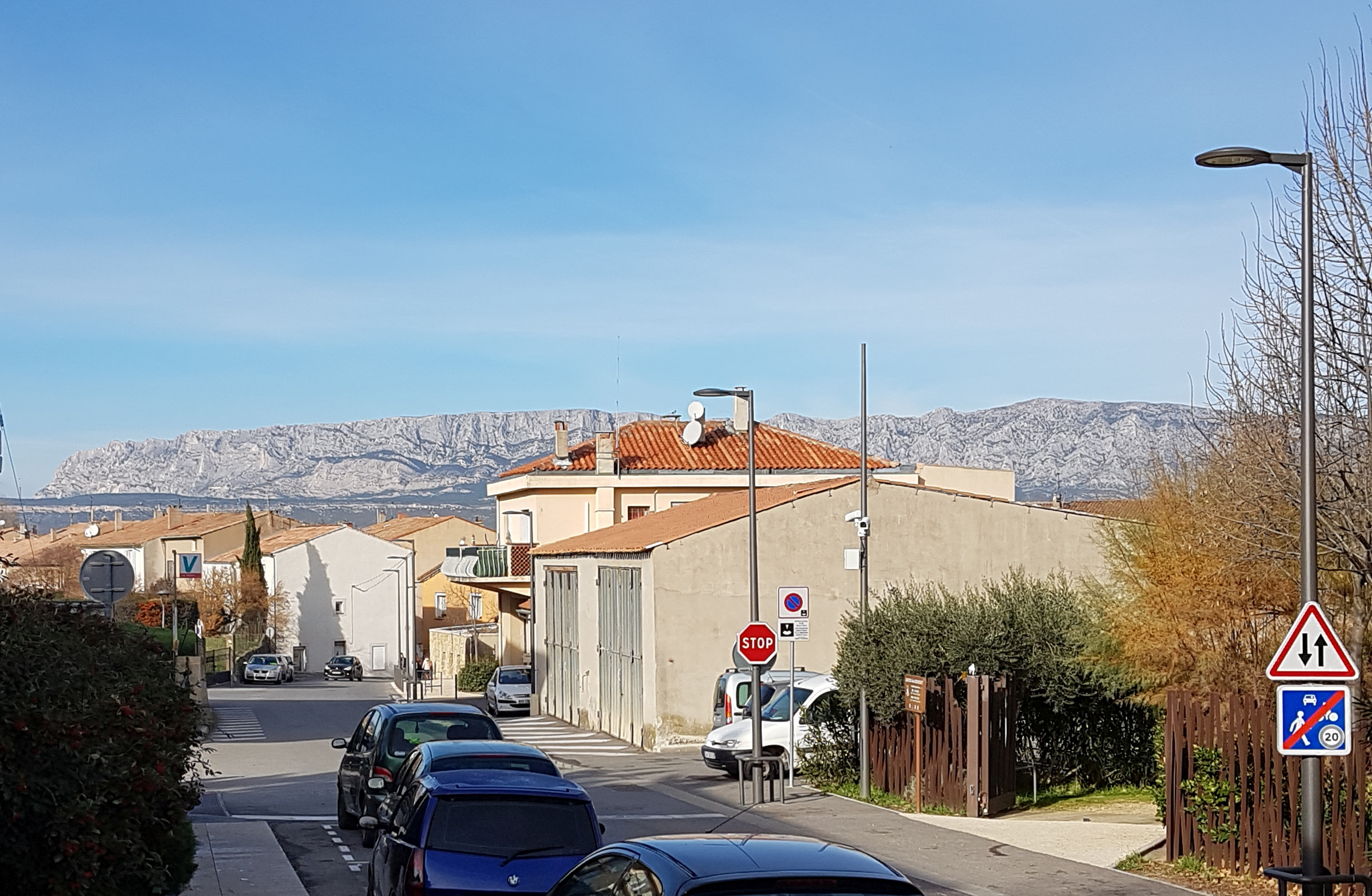
Blick über Trets auf den Gebirgszug Montagne Sainte-Victoire

## Landschaft
Die Landschaft wird hauptsächlich von der langen Kalksteinkette von Sainte-Baume geprägt, die mit ihrer höchsten Erhebung von 1.148 Metern über dem Meeresspiegel ein großes Gebiet mit spektakulären Landschaften dominiert. Sie erhebt sich im Südwesten des Naturparks und erstreckt sich auf einer Länge von etwa 15 Kilometern Richtung Ostnordost durch den Park.
In der Nähe des Mittelmeers und nicht weit von den Südalpen entfernt, profitiert die Landschaft von vielfältigen klimatischen und geografischen Einflüssen, die ihr einen großen Reichtum an Wasser bieten, ein seltenes und kostbares Element in der unteren Provence. Aufgrund der geologischen Beschaffenheit des Bergmassivs führt ein großes Netz von Schlünden, Dolinen, Höhlen und Grotten zu unterirdischen Flüssen, die dieses Wasser durch zahlreiche Quellen dem Menschen und der natürlichen Umgebung zurückbringen. Unter diesen idealen ökologischen Bedingungen entwickelte sich ein großer Naturreichtum, bestimmte Tier- und Pflanzenarten finden dort einen einzigartigen Lebensraum. Rotbuchen-, Eichen- und Waldkiefernwälder bestimmen die zentrale Landschaft. In den Randgebieten bietet das Grünland Raum für Tierhaltung und Pflanzenbau, ganz im Osten und Süden auch für Weinbau. In der Vogelwelt stechen der Habichtsadler und der Schlangenadler hervor. Unter den Säugetieren ist die gesamte klassische Fauna der provenzalischen Wälder vertreten: Wildschweine, Rehe, Füchse, Steinmarder, Ginsterkatzen, Hasen etc. Der östliche Teil des Massivs beherbergt auch eine Population von Gämsen. 
Größere Flüsse im Naturpark sind: Cauron, Caramy, Issole, Gapeau, Huveaune und Arc. Außerdem wird im Canal de Provence, der mit seinen vielen unterirdischen verlaufenden Abschnitten den Naturpark durchquert, Wasser – überwiegend für die landwirtschaftliche Nutzung – aus dem Verdon in die südlichen Landesteile geleitet.

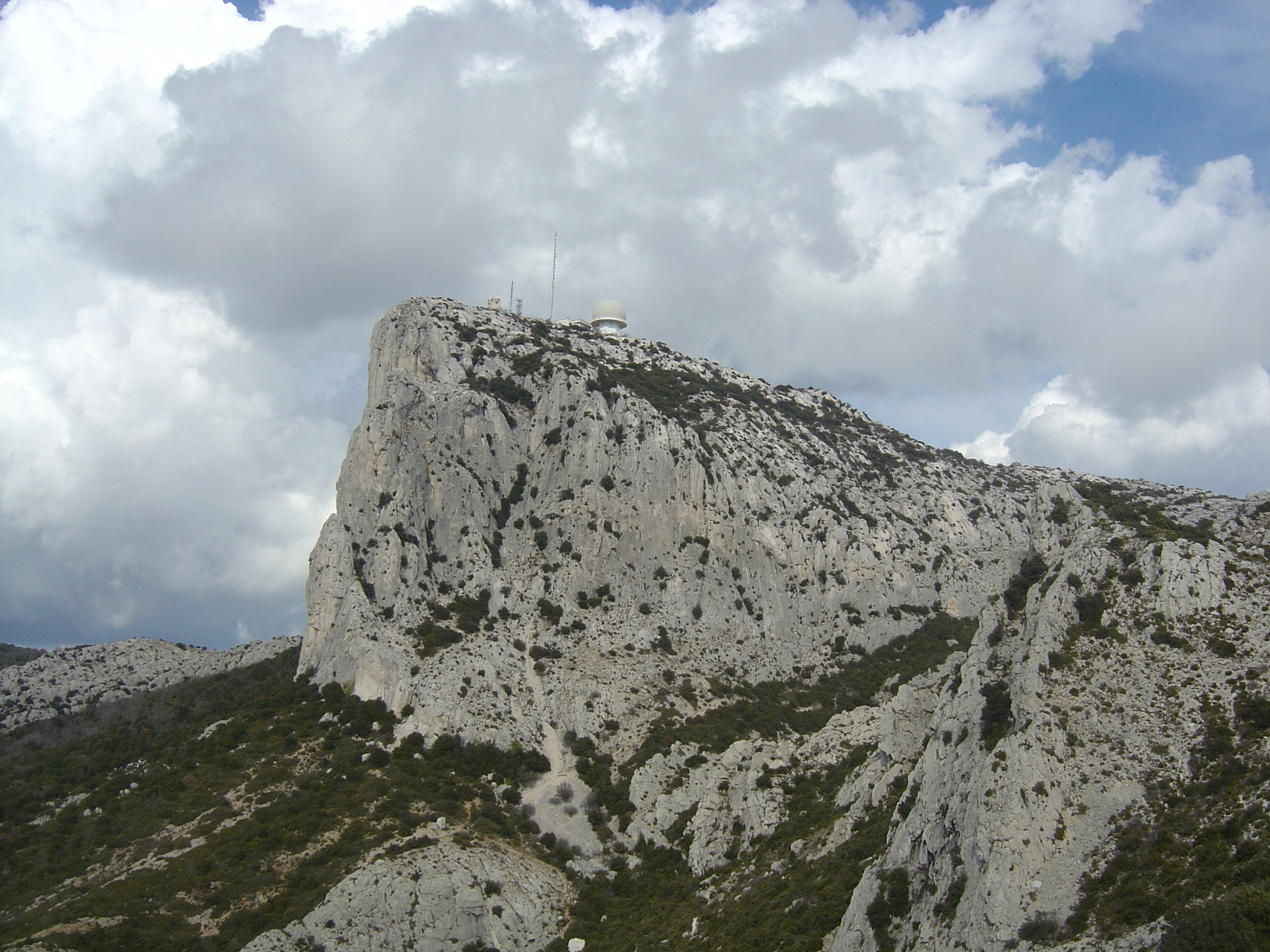
Der Gipfel Pic der Bertagne
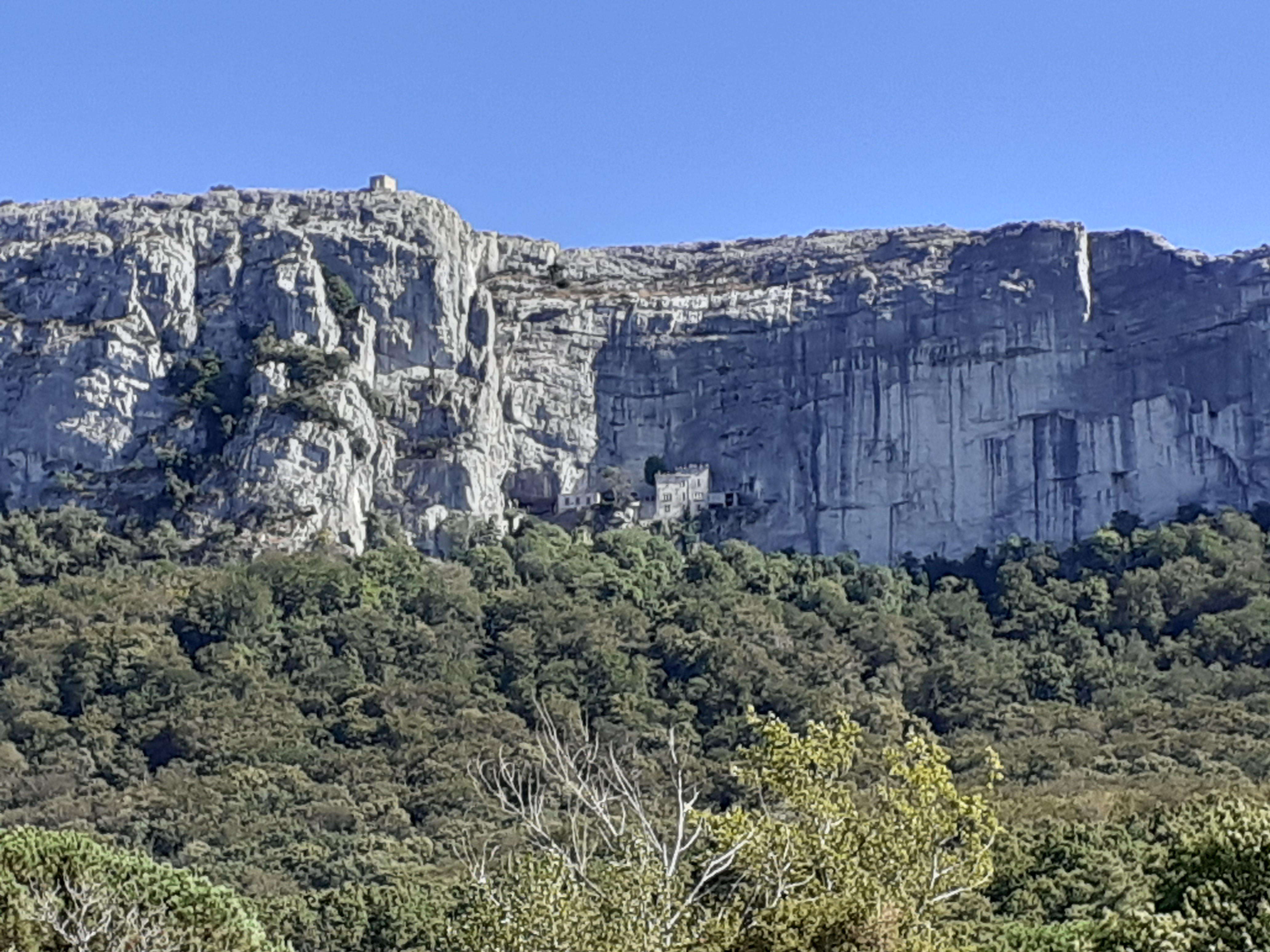
Die Bergkette mit den Andachtsstätten
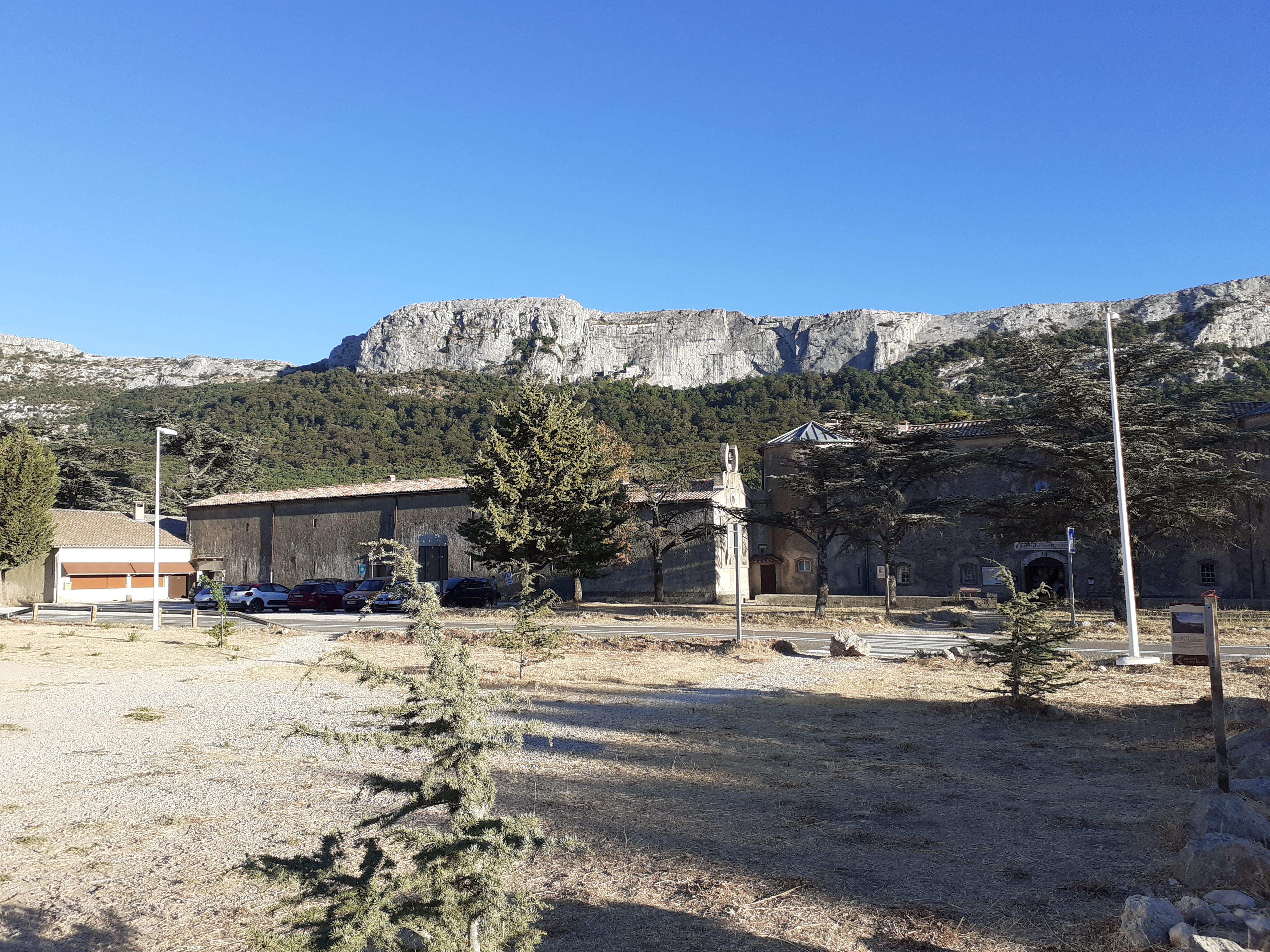
Blick auf die Bergkette von Plan-d’Aups-Sainte-Baume
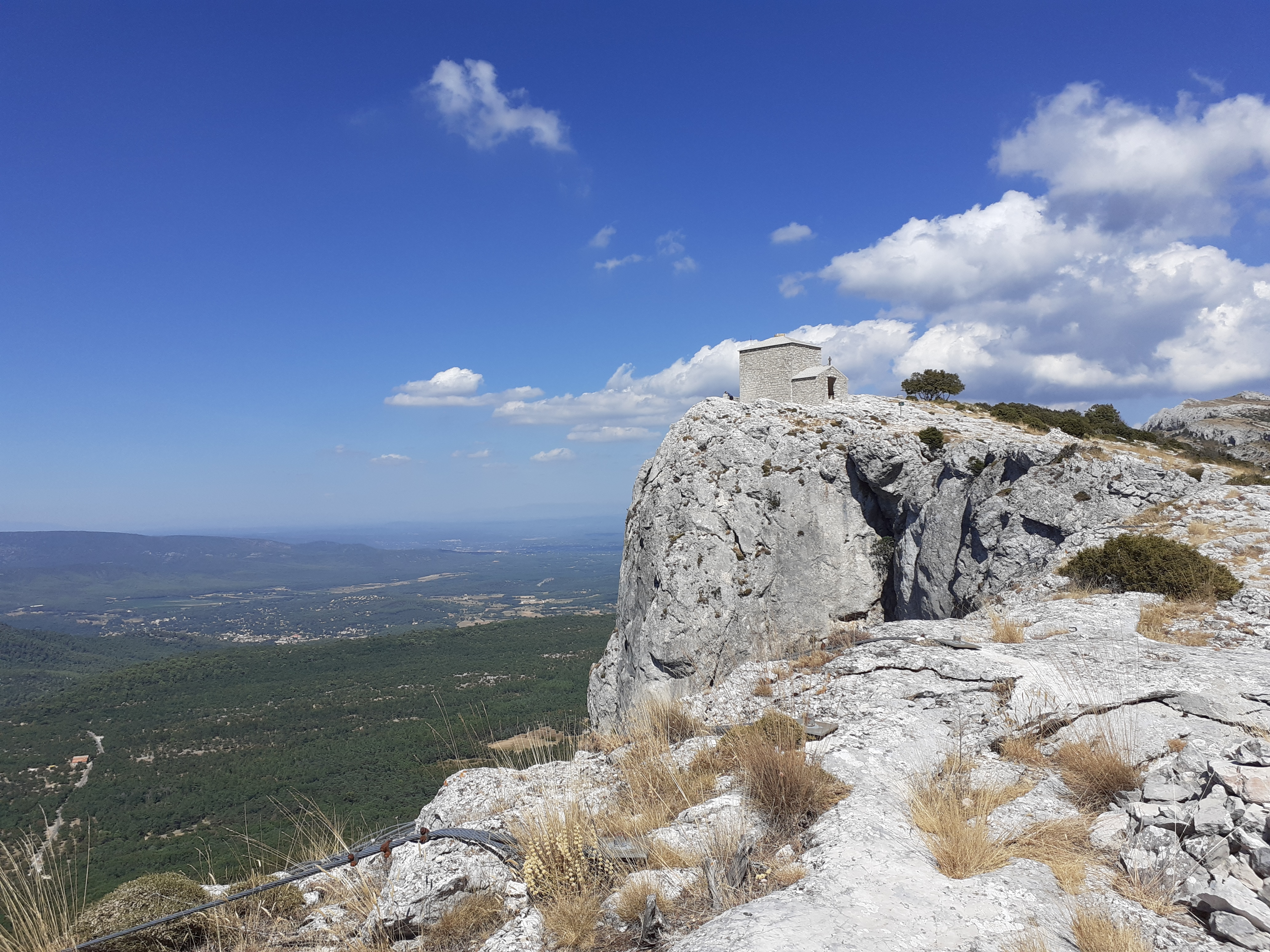
Die Kapelle Saint-Pilon
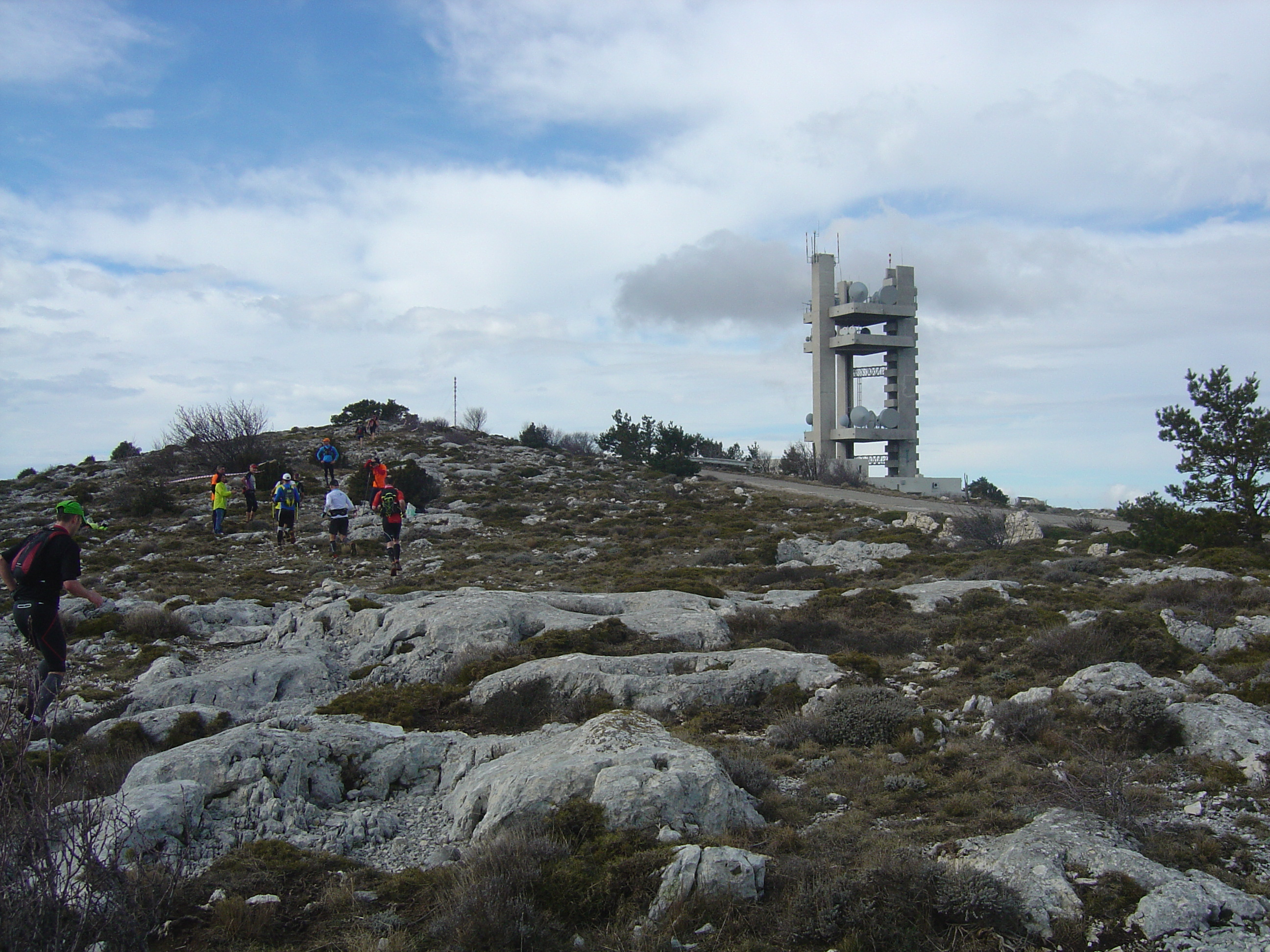
Relaisstation am Bergkamm
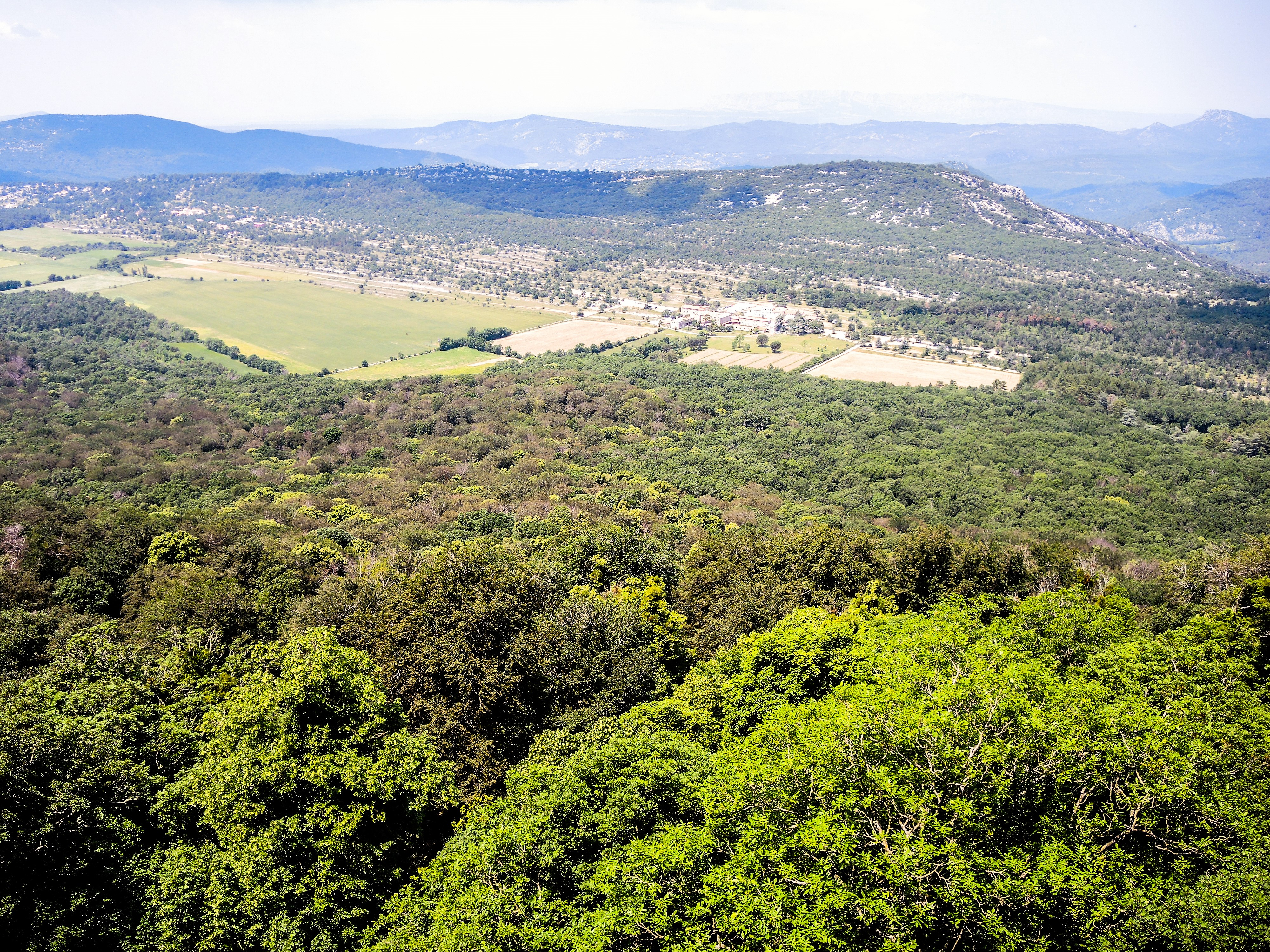
Landschaftsbild bei Plan-d’Aups-Sainte-Baume Richtung Nord
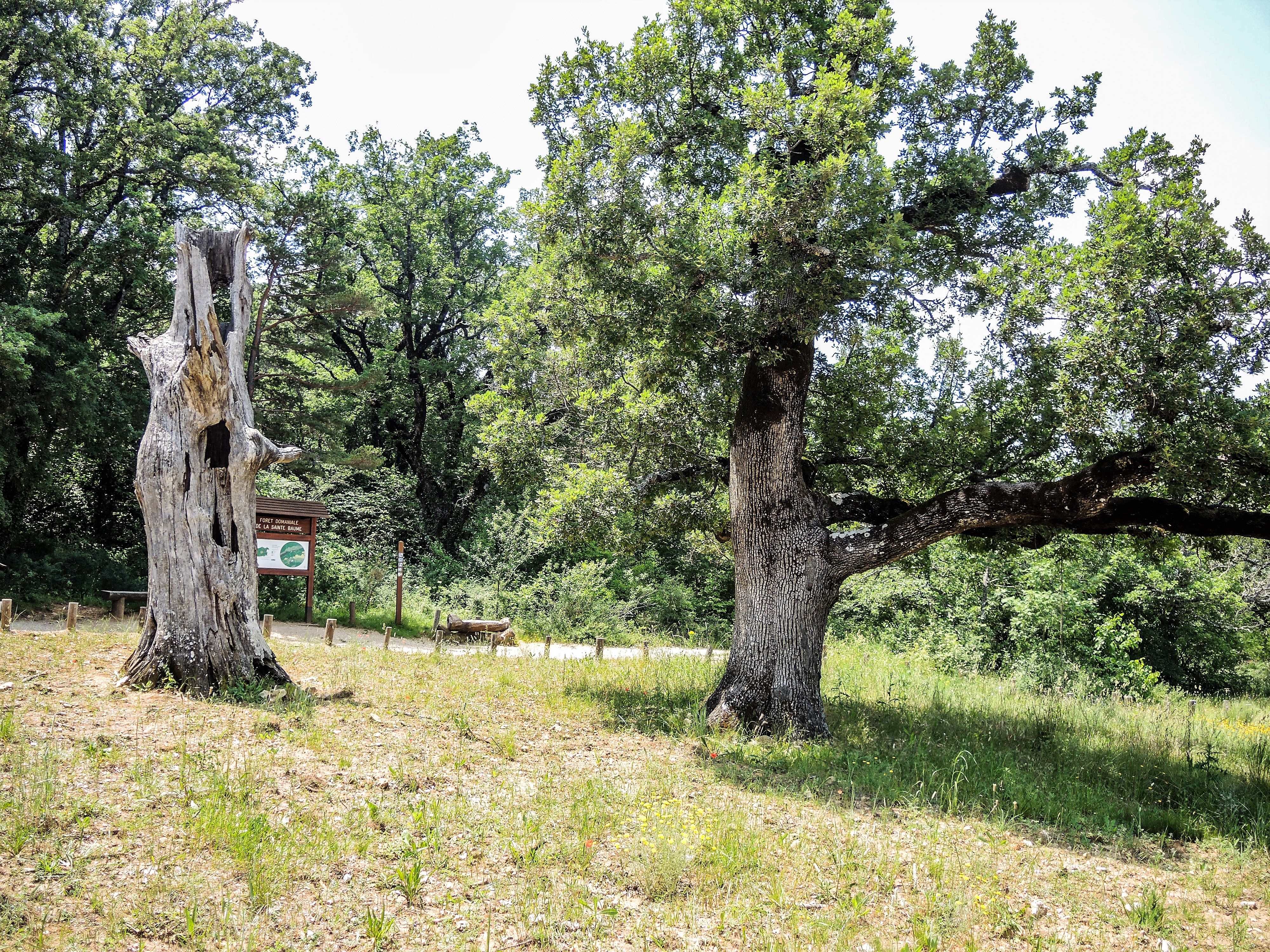
Alte Eichenwälder bei Plan-d’Aups-Sainte-Baume
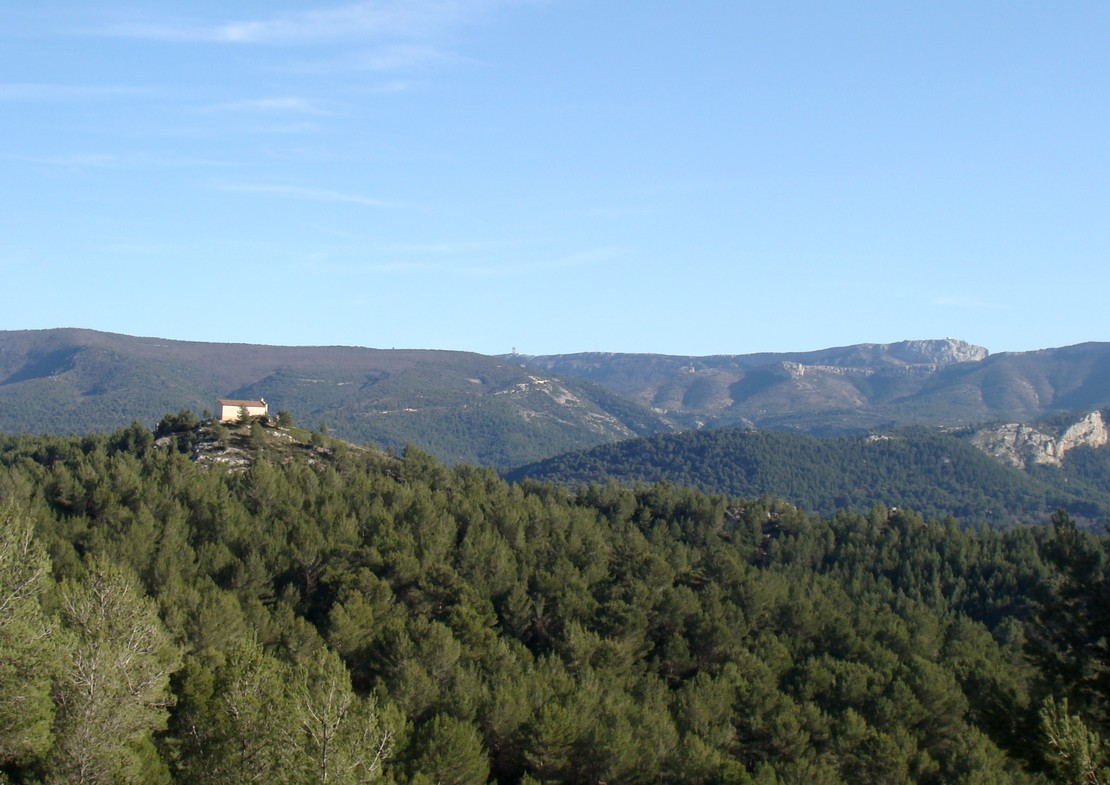
Blicke über die Kapelle Sainte-Croix von Auriol auf die Bergkette nach Süden
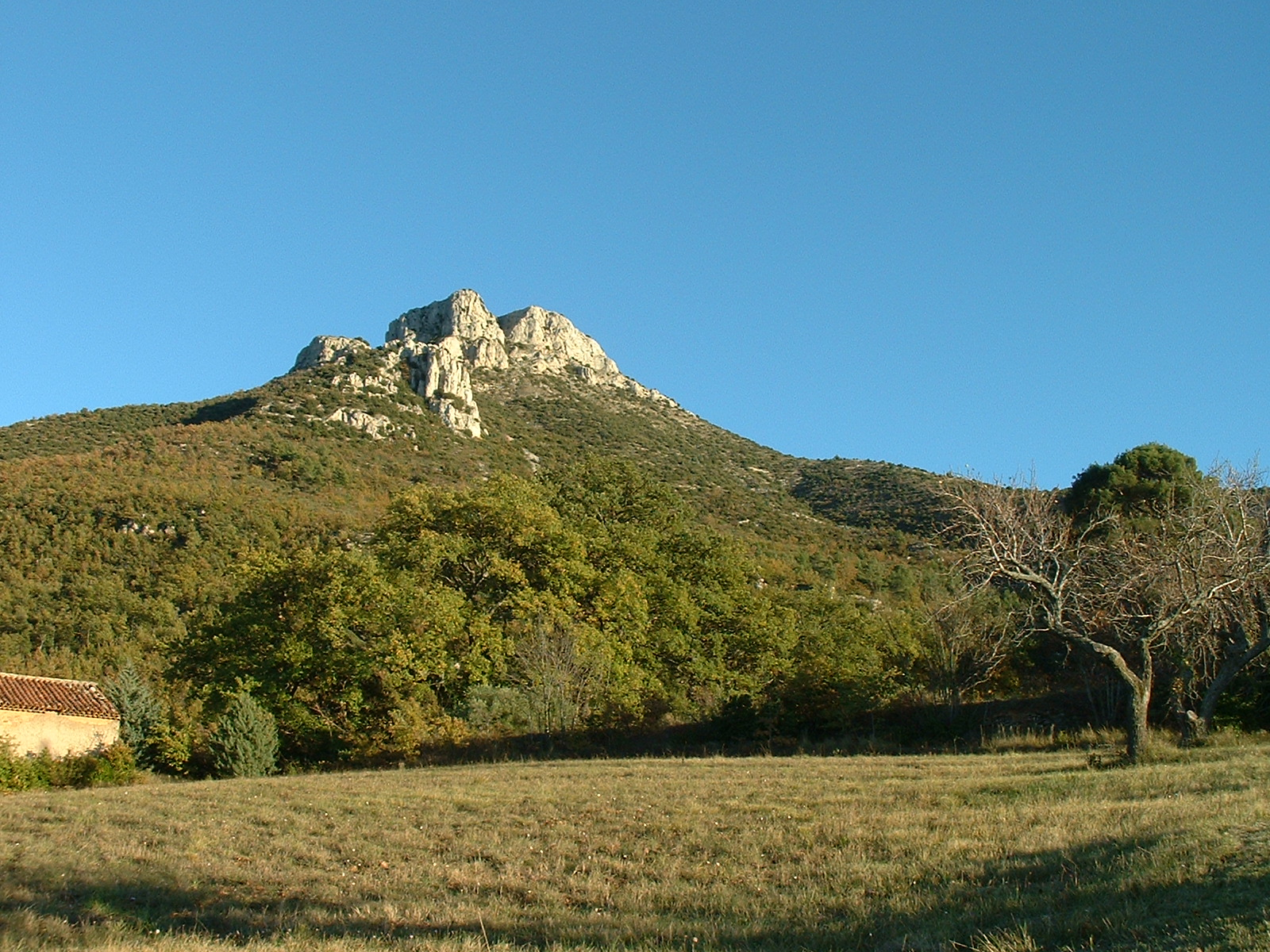
Blick auf den Mont Olympe bei Trets
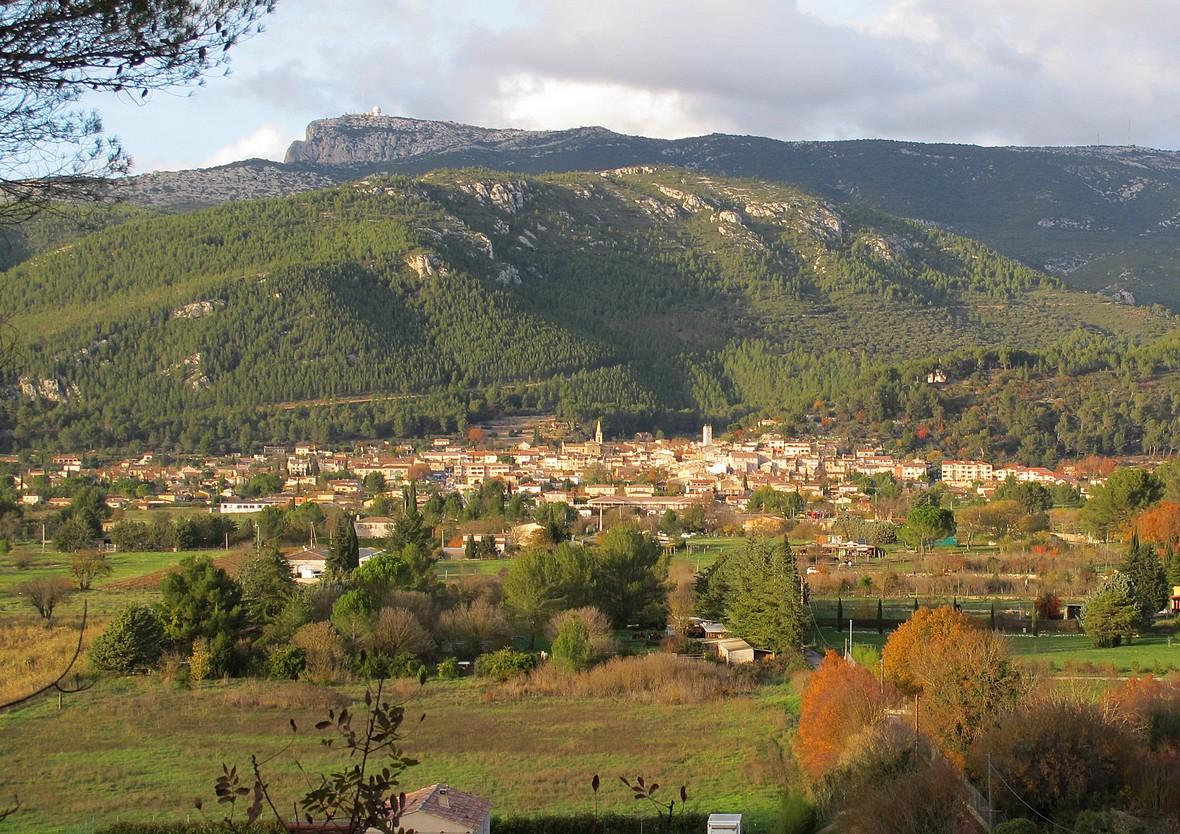
Blick auf die Bergkette über Cuges-les-Pins nach Norden
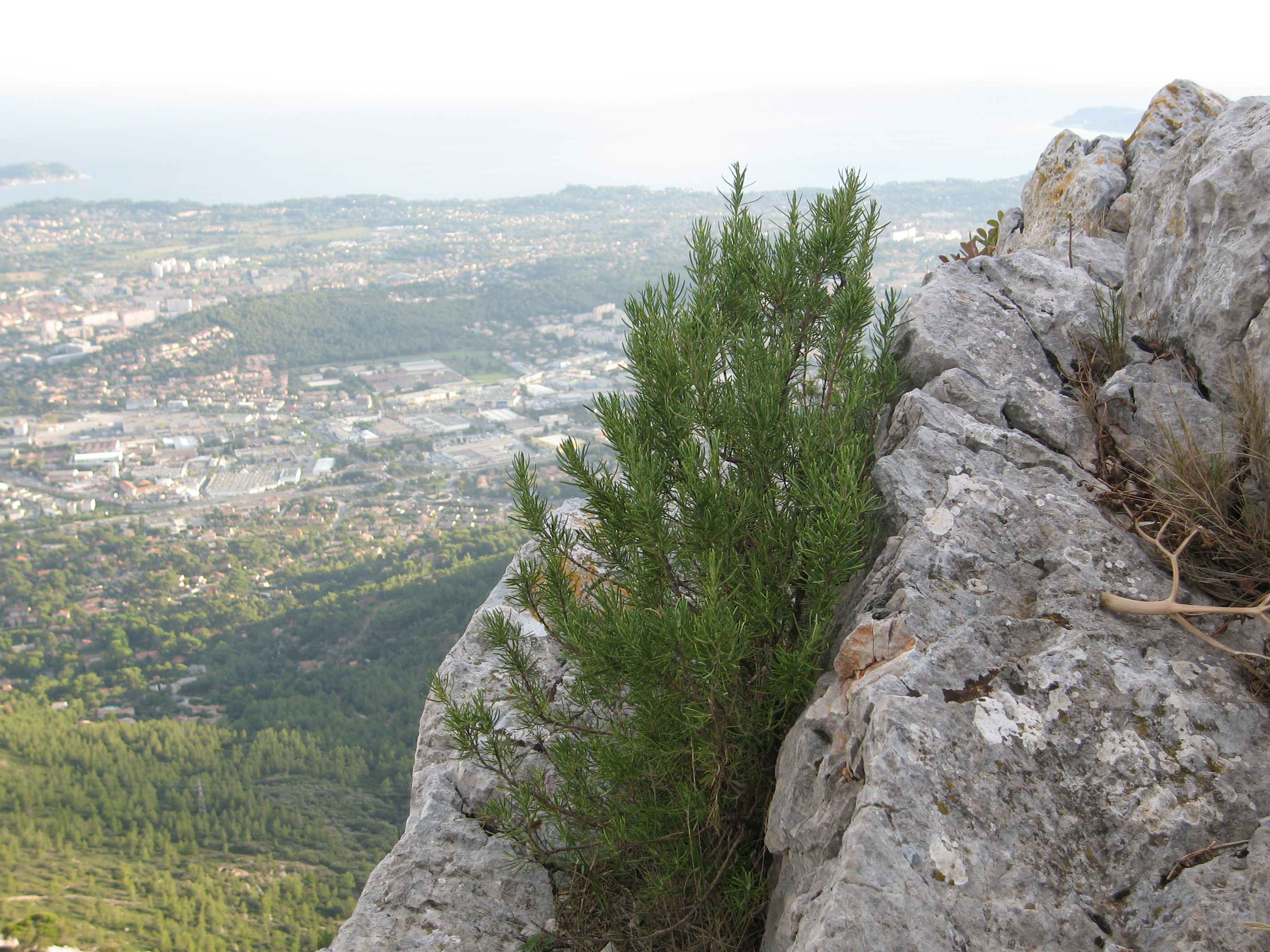
Blick vom Mont Caume bei Évenos nach Süden
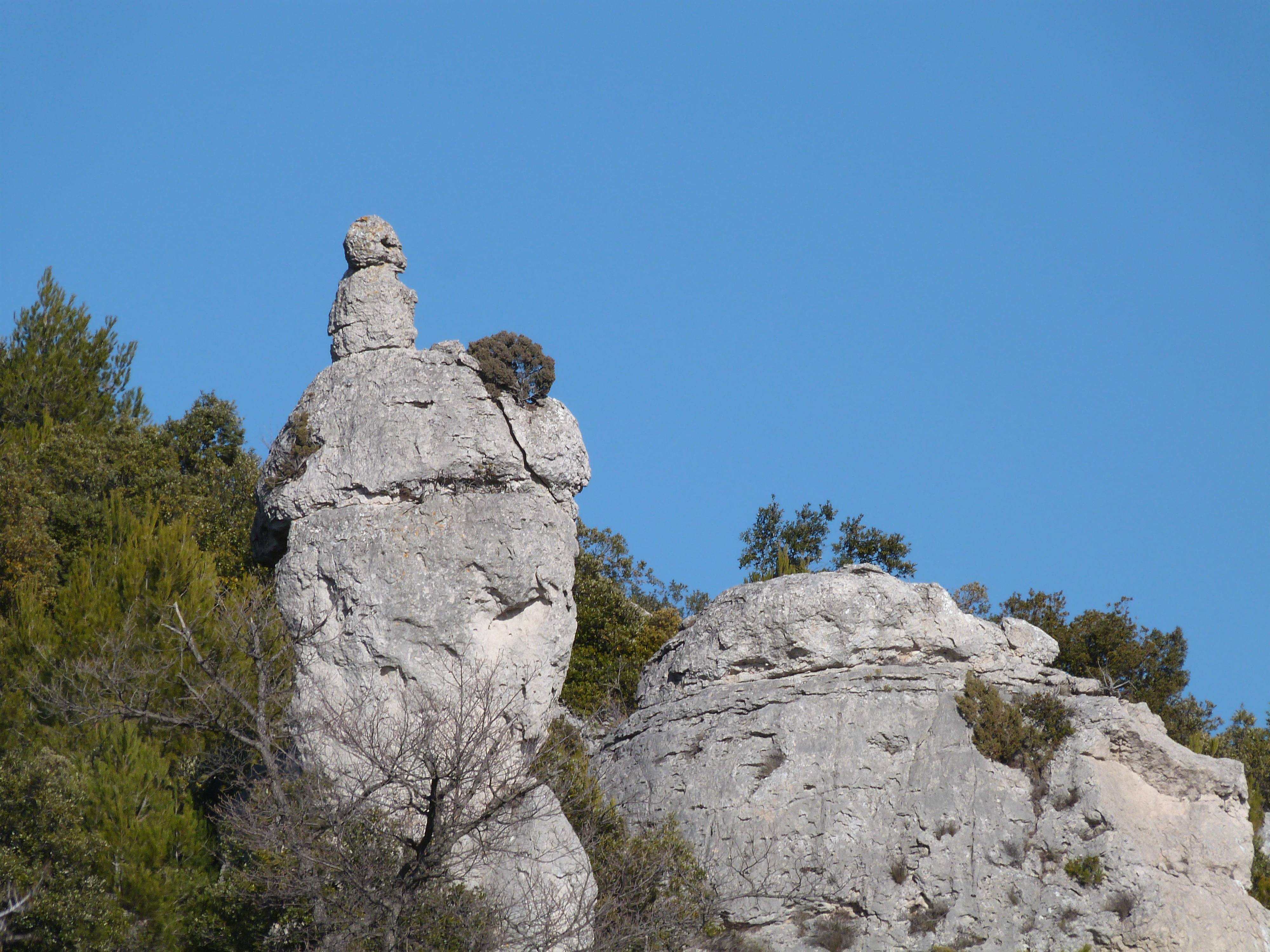
Originelle Steinformation bei La Roquebrussanne
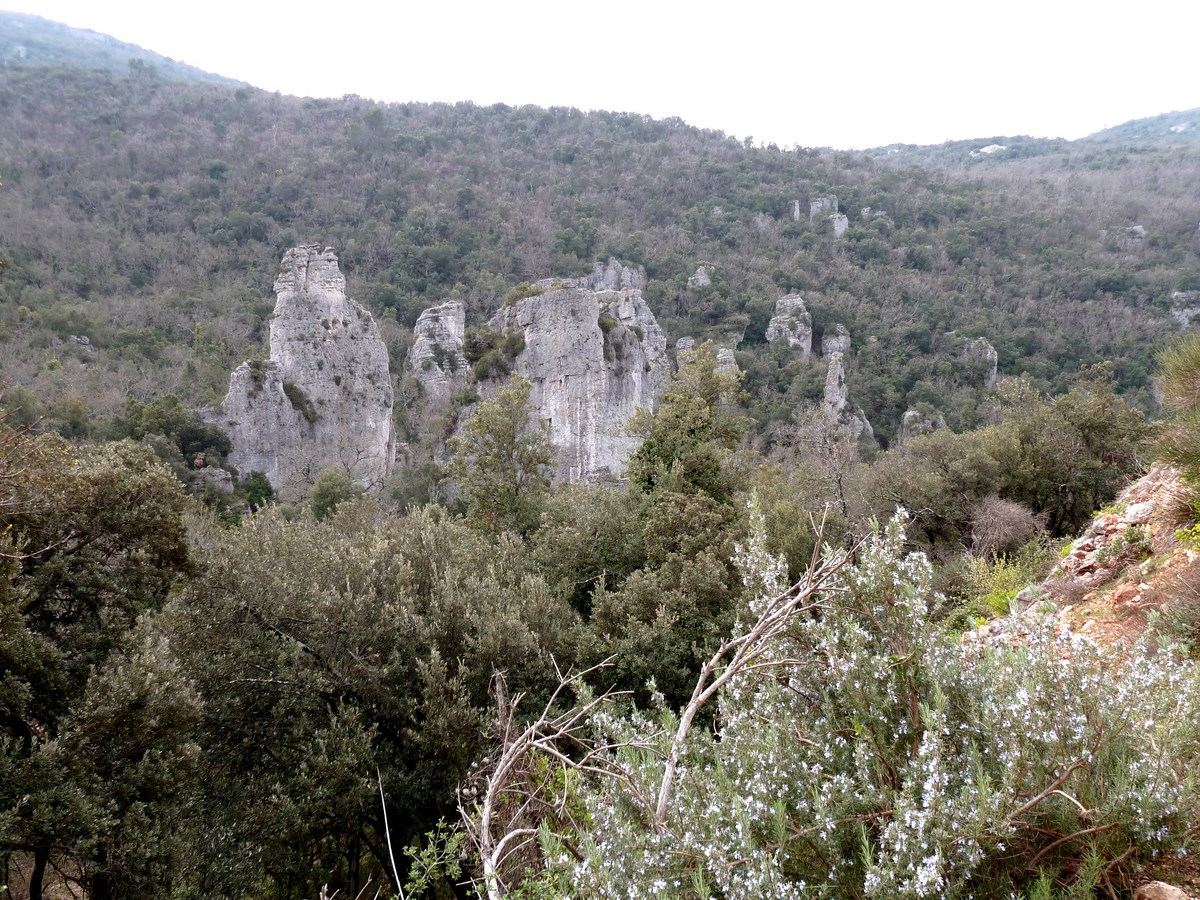
Aiguilles de Valbelle bei Méounes-lès-Montrieux
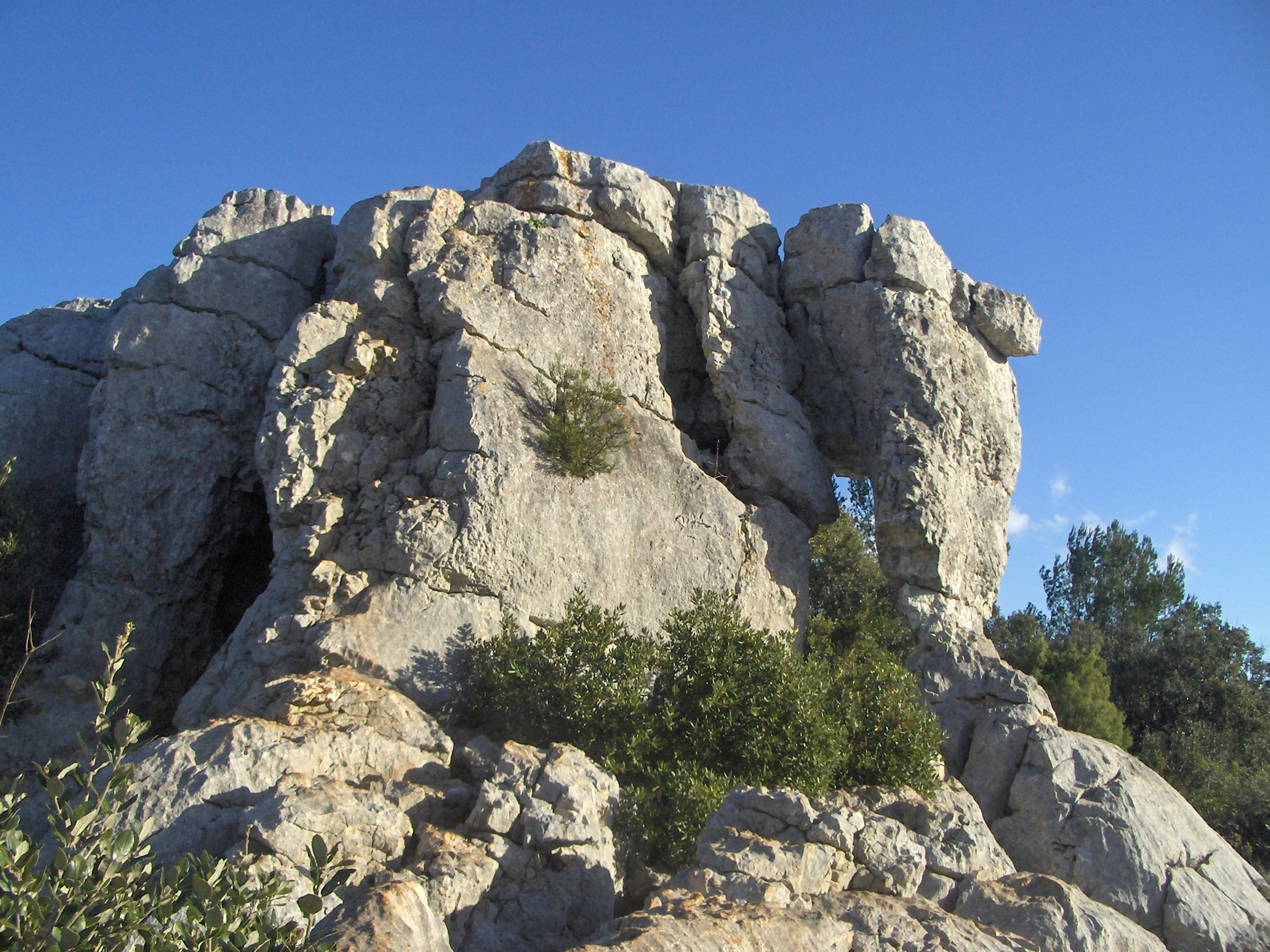
Der steinerne Elefant bei Signes
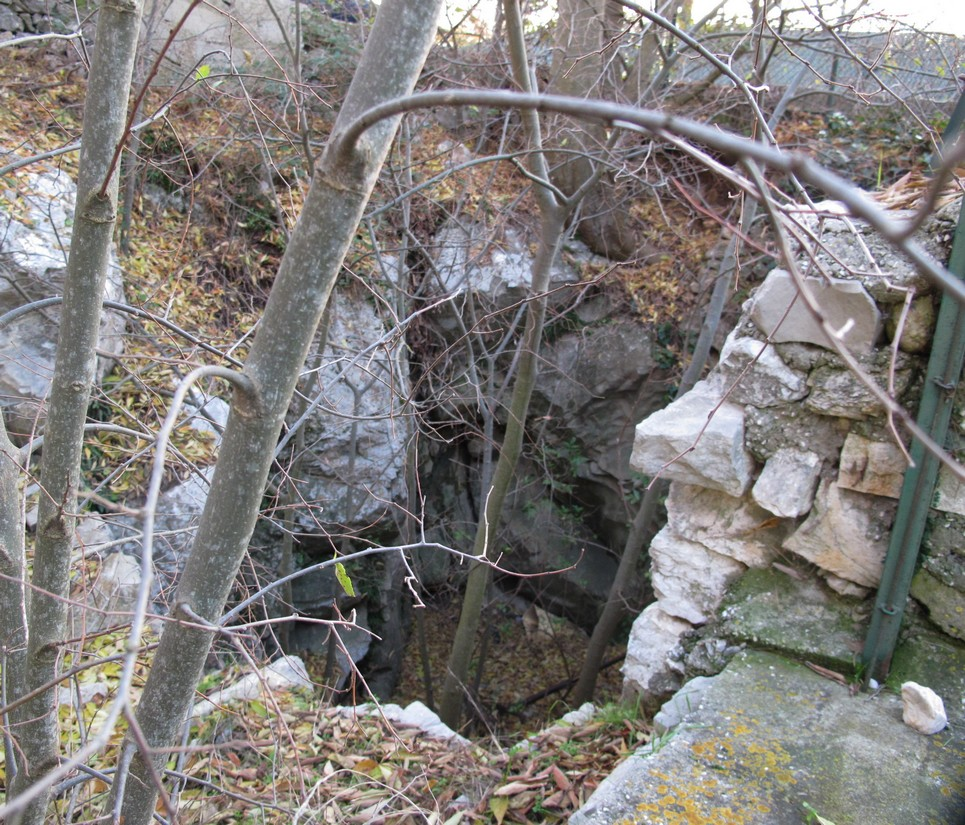
Trockenliegende Karstquelle bei Cuges-les-Pins
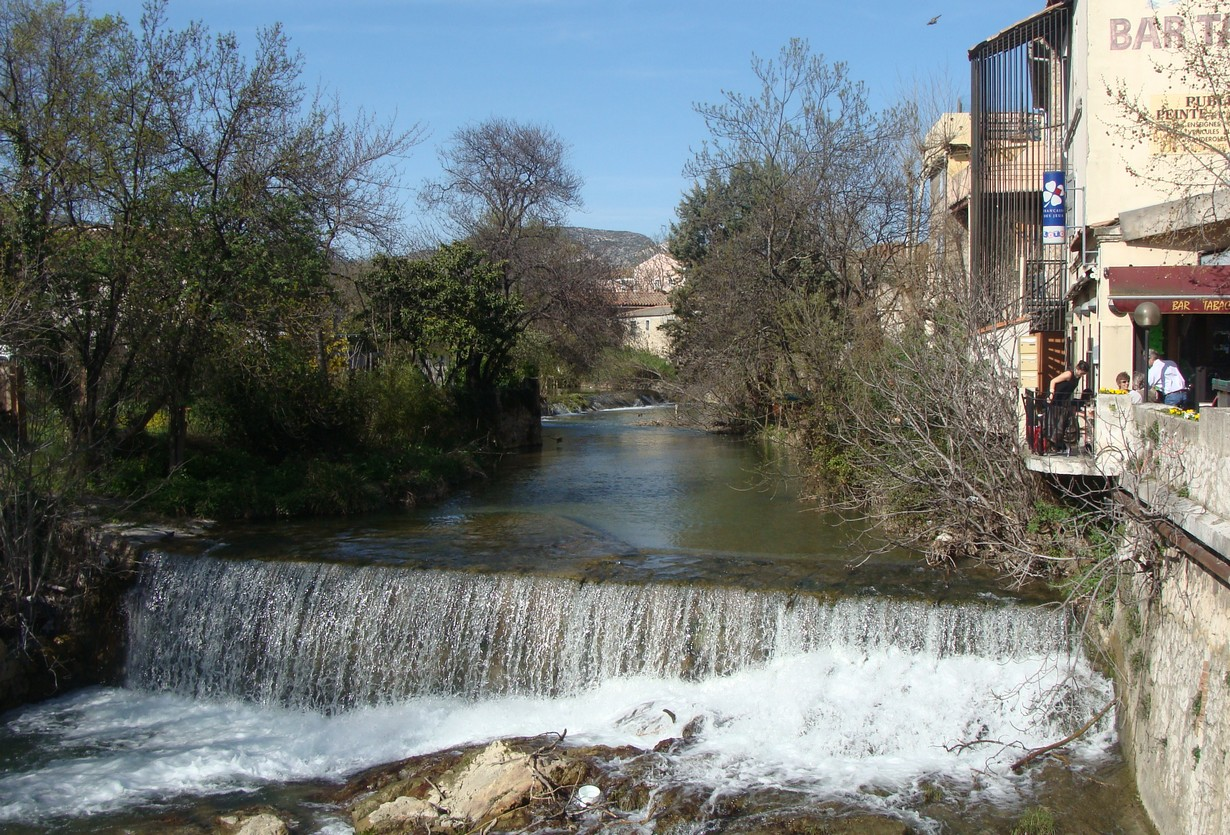
Die Huveaune bei Roquevaire
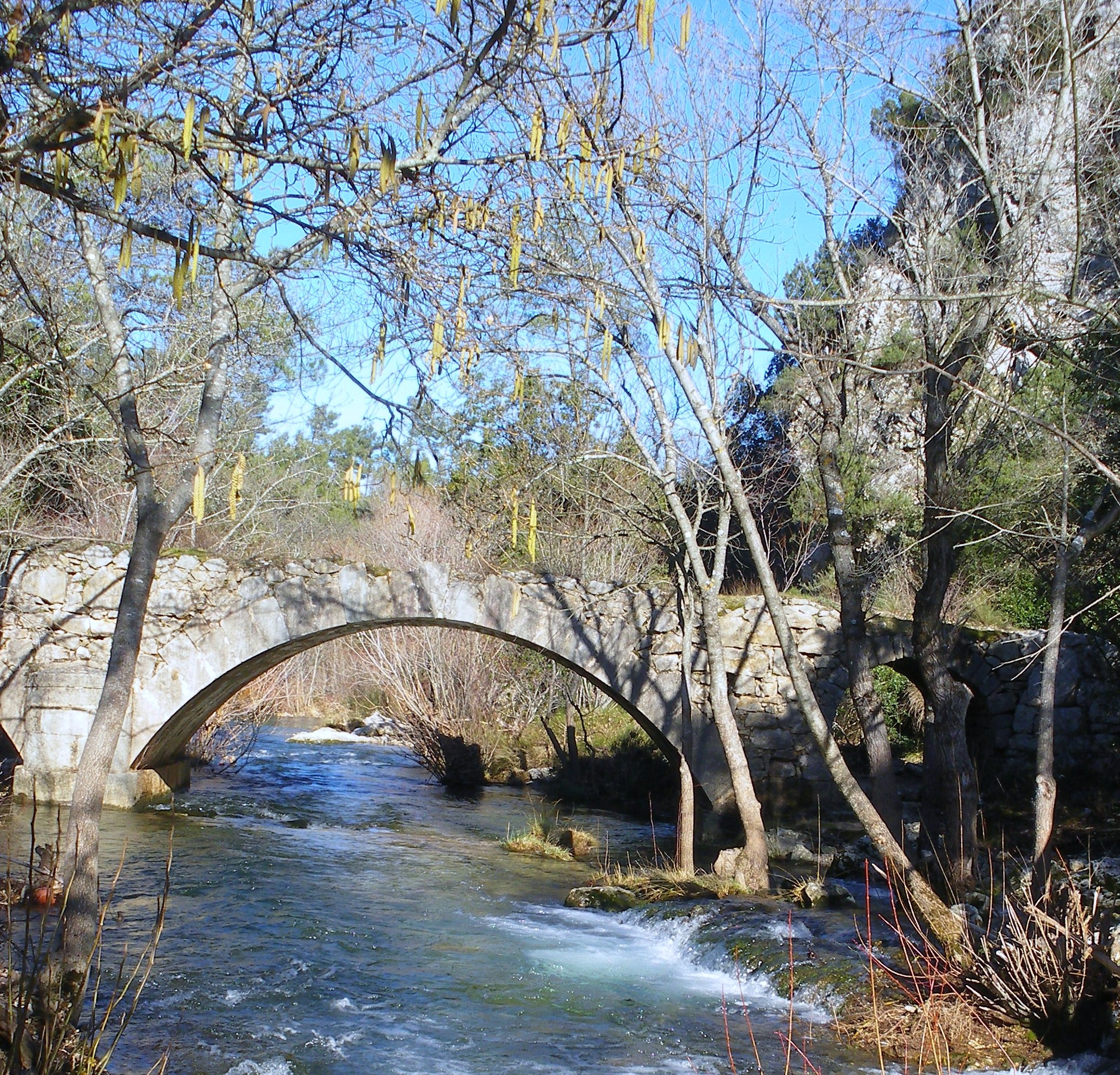
Der Caramy bei Tourves
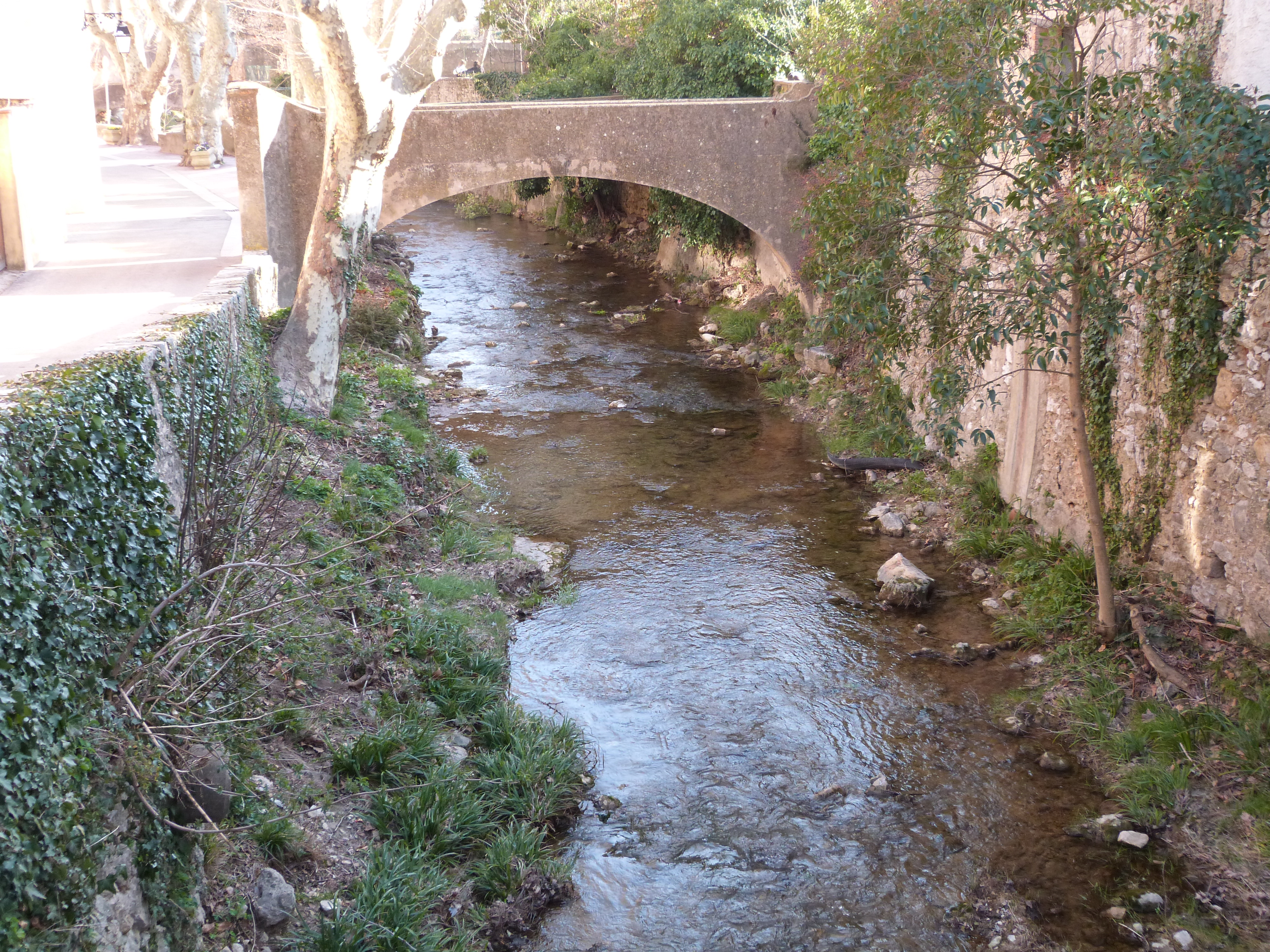
Die Issolle in La Roquebrussanne
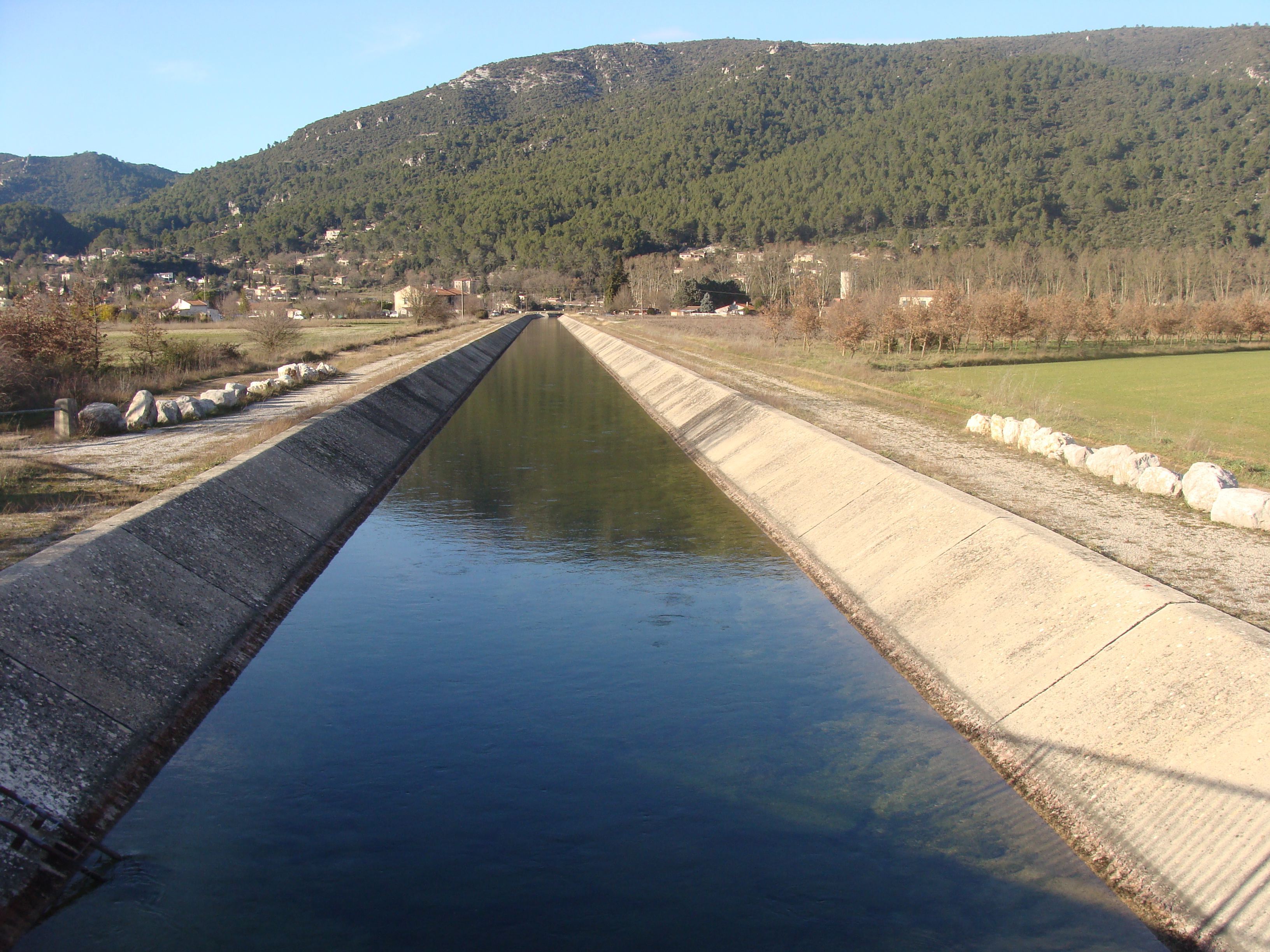
Der Canal de Provence in der Ebene von Signes
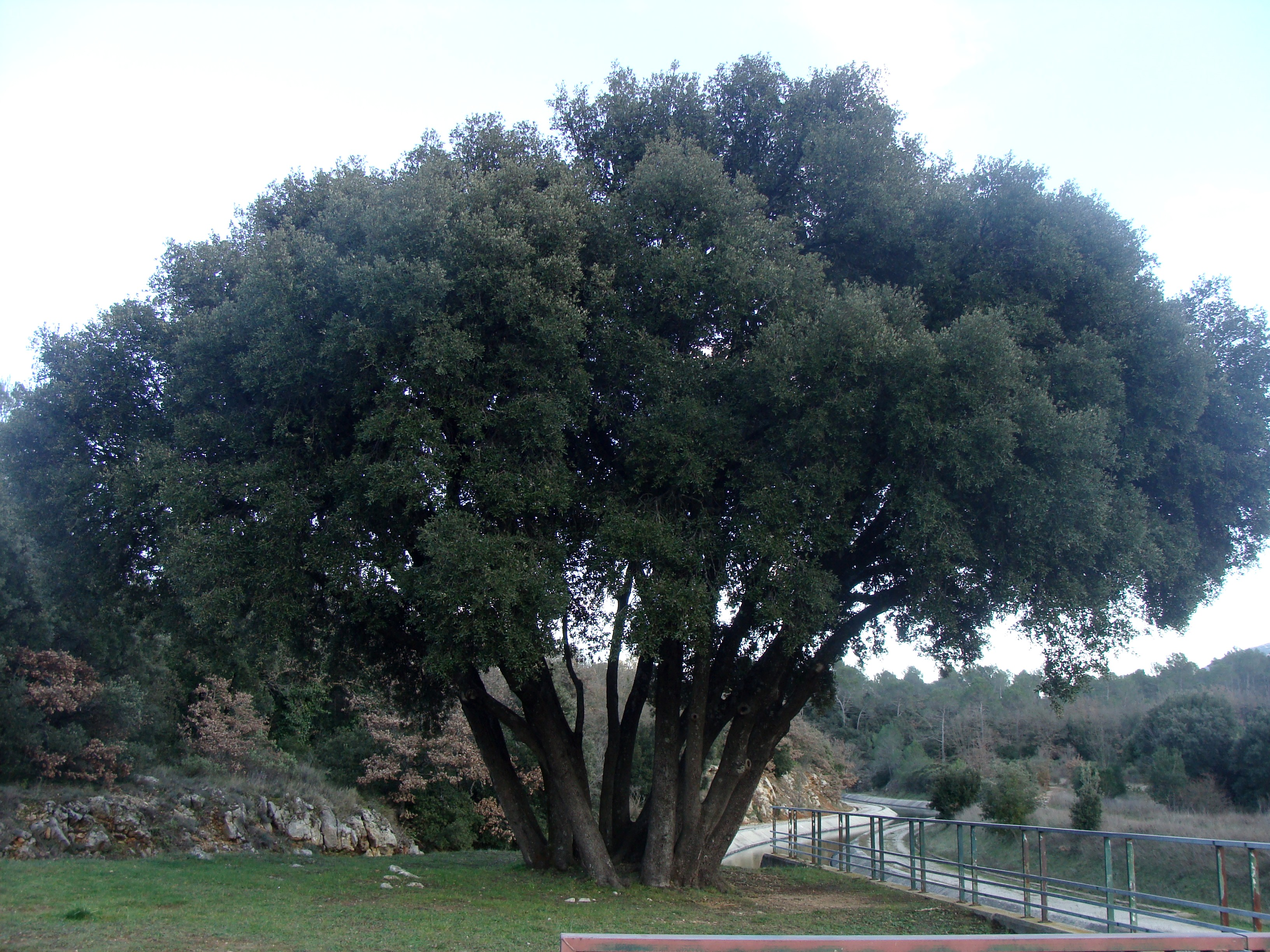
Olivenbäume am Kanal

## Geschichte und Kultur
Das Gebietes zog durch seinen natürlichen Reichtum schon sehr früh menschliche Besiedelungen an, die bereits in der Steinzeit begannen. Ein Zeuge dieser Entwicklung findet sich im Wald von Plan-d’Aups-Sainte-Baume, am Nordhang der Bergkette. Die dortige Höhle entstand durch natürliche geologische Entwicklungen und wurde von den ersten menschlichen Siedlern schon als Wohnstätte genutzt. Im Laufe der Jahrhunderte wurde sie zu einer Kultstätte, zur Zeit der Ligurer und Griechen reichten die mit ihr verbundenen Mythen aus, um sie zu erhalten und zu schützen. Im Zeitalter der Christianisierung wurde dort die Höhlenkirche Sainte-Marie-Madeleine erbaut, da der Sage nach dort Maria Magdalena die letzten Tage ihres Lebens verbracht haben soll. In der Folge regelten die Päpste, Grafen der Provence und Könige von Frankreich ihre Nutzung und aktuell ist das Nationale Forstamt („Office national des forêts“) für seine Erhaltung zuständig. Heute ist das Sainte-Baume-Massiv ein Ziel von spirituellen Pilgerfahrten, bei der neben der Höhlenkirche Sainte-Marie-Madeleine, die Basilika Saint-Maximin, die Kartause von Montrieux, die Zisterzienserinnenabtei Gémenos und andere sakrale Stätten besichtigt werden können.
Im 17. und 18. Jahrhundert wurde im Sainte-Baume-Massiv die Herstellung von Eis betrieben. Wasser und Schnee wurde während der kalten Jahreszeit in Dolinen oder Becken mit niedrigen Mauern aufgefangen und gefroren. Das Eis wurde dann in Kühlern gelagert, riesige Behälter von 10 bis 20 m Tiefe, die in den Felsen gegraben wurden, zu einem Viertel ihrer Höhe aus dem Boden ragten und mit einem Dach aus Ziegeln bedeckt waren, die auf einer Erdschicht platziert waren. Im Sommer wurden die Eisblöcke geschnitten und nachts mit einem Wagen bis Toulon transportiert. Einige Kühler sind heute noch zu sehen, z. B. der Pivaut-Kühler in Mazaugues.

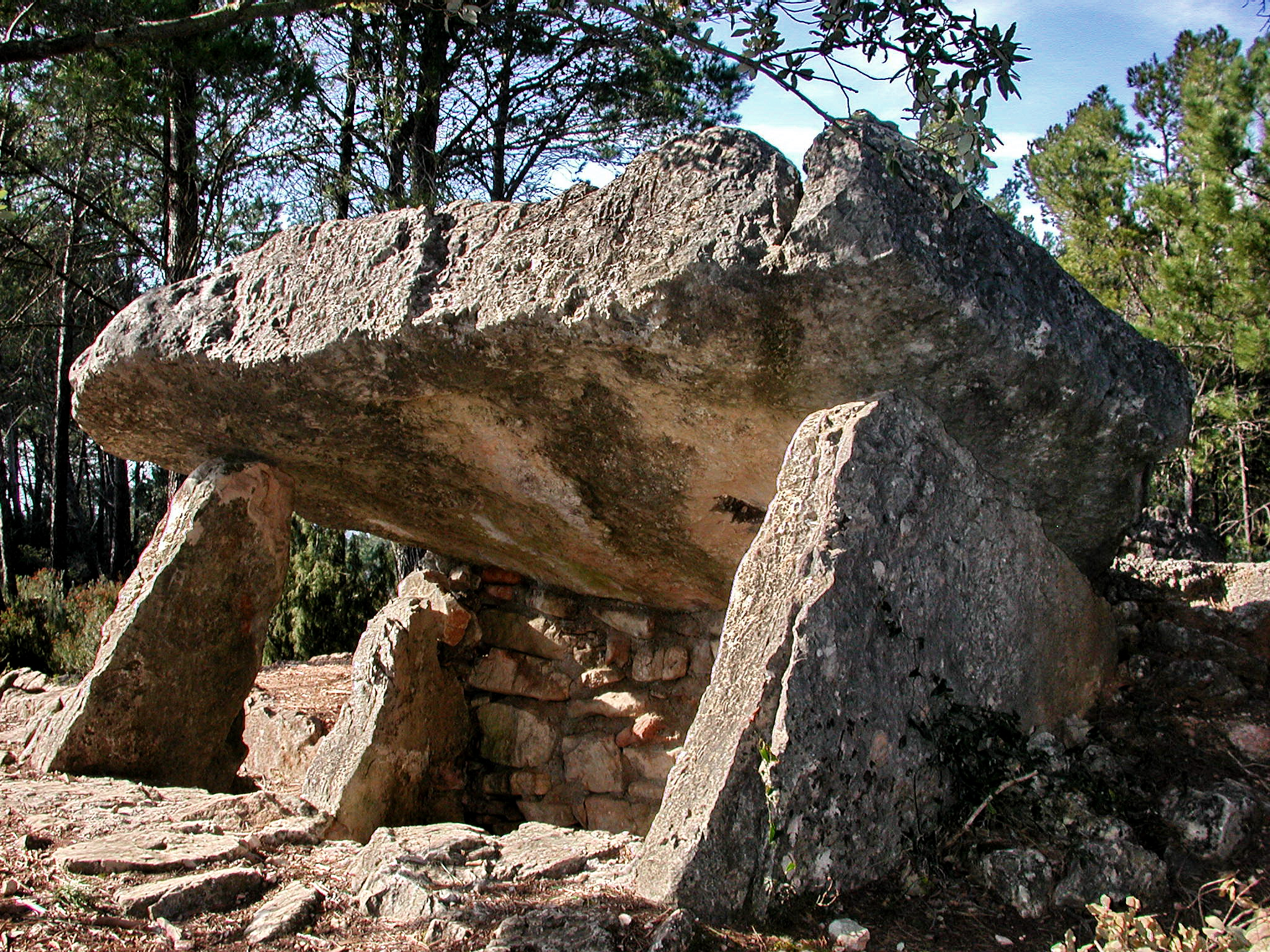
Steinzeitliche Dolmen in Brignoles
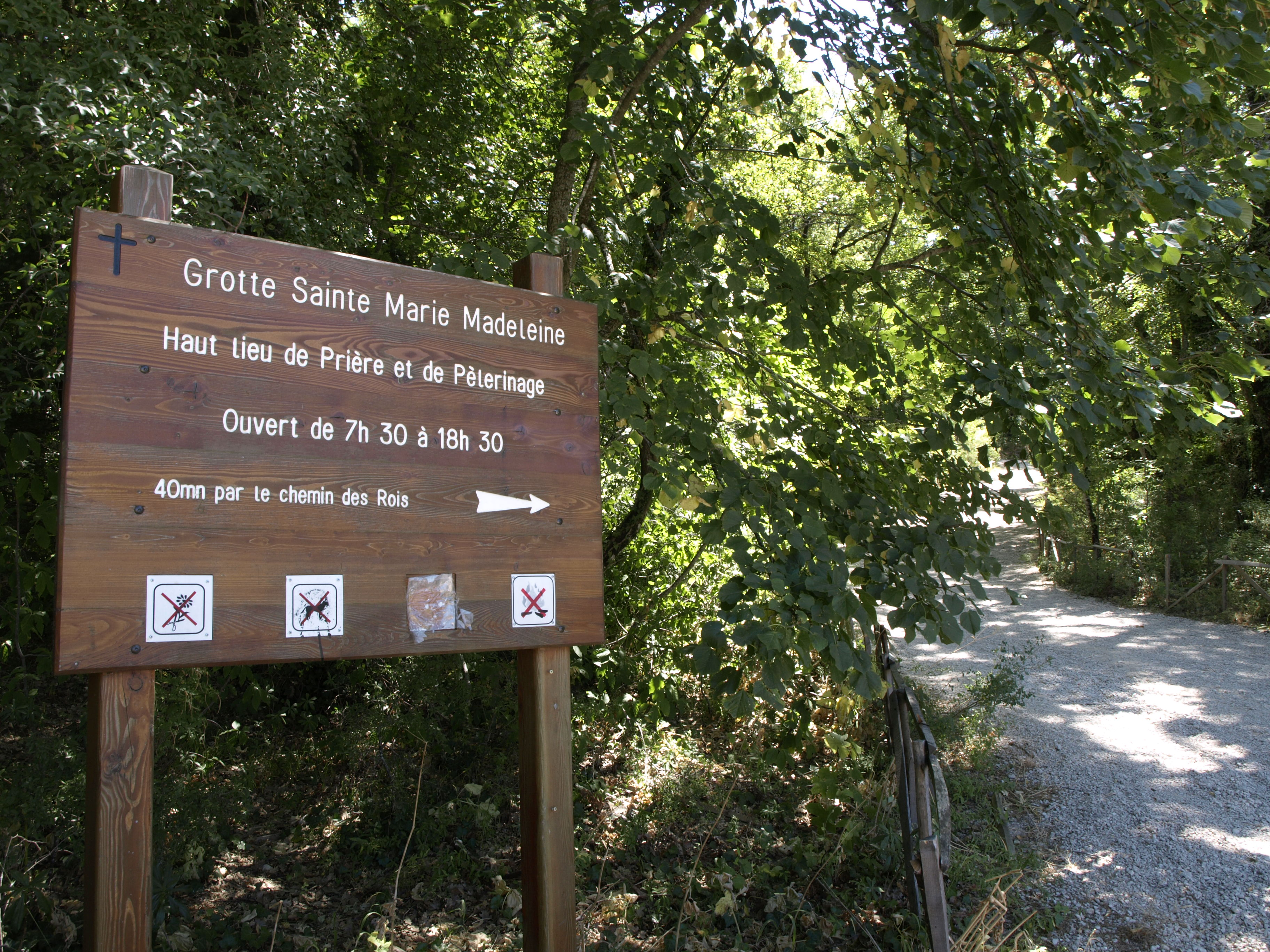
Der Zugang zur Höhlenkirche
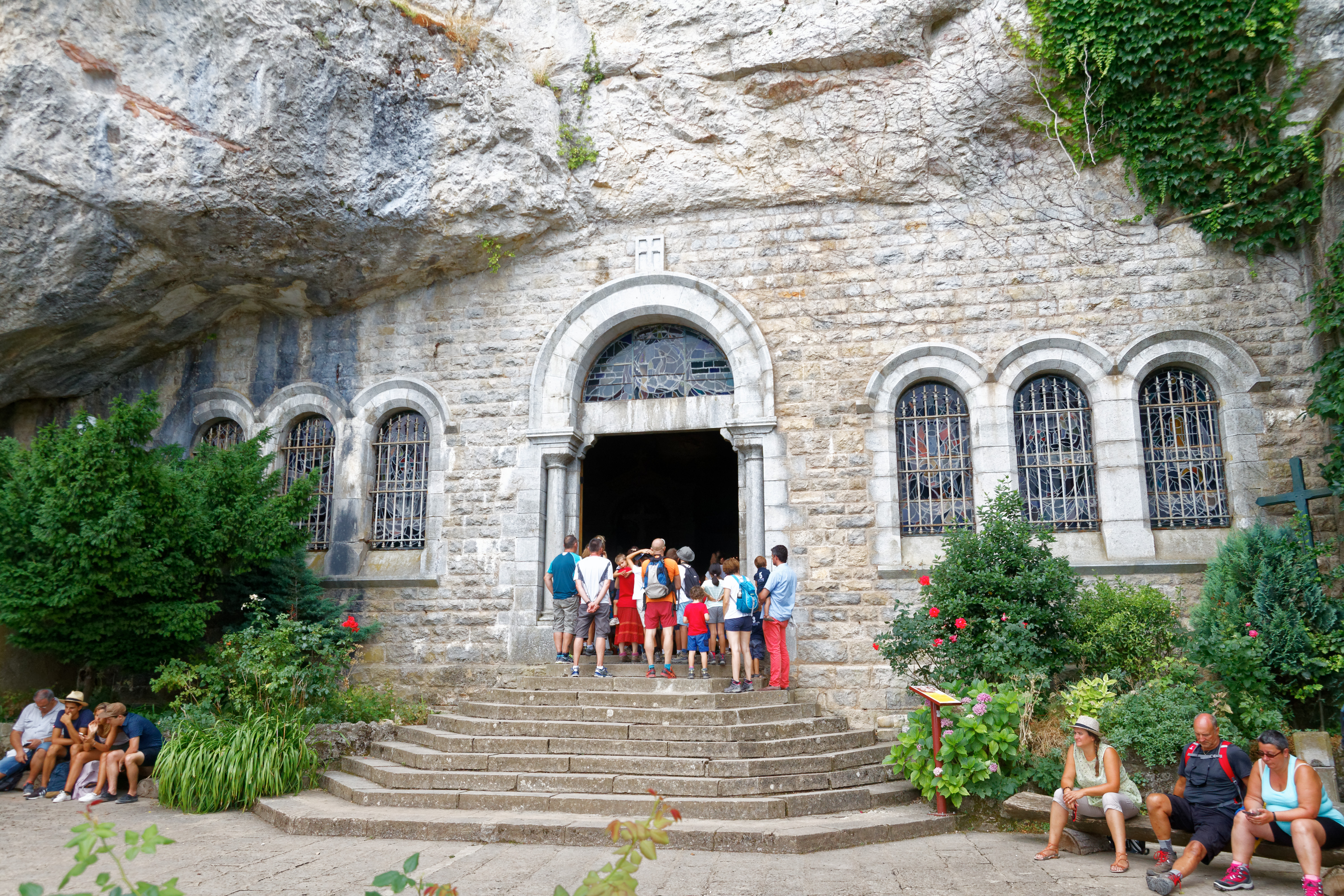
Höhlenkirche Außenansicht
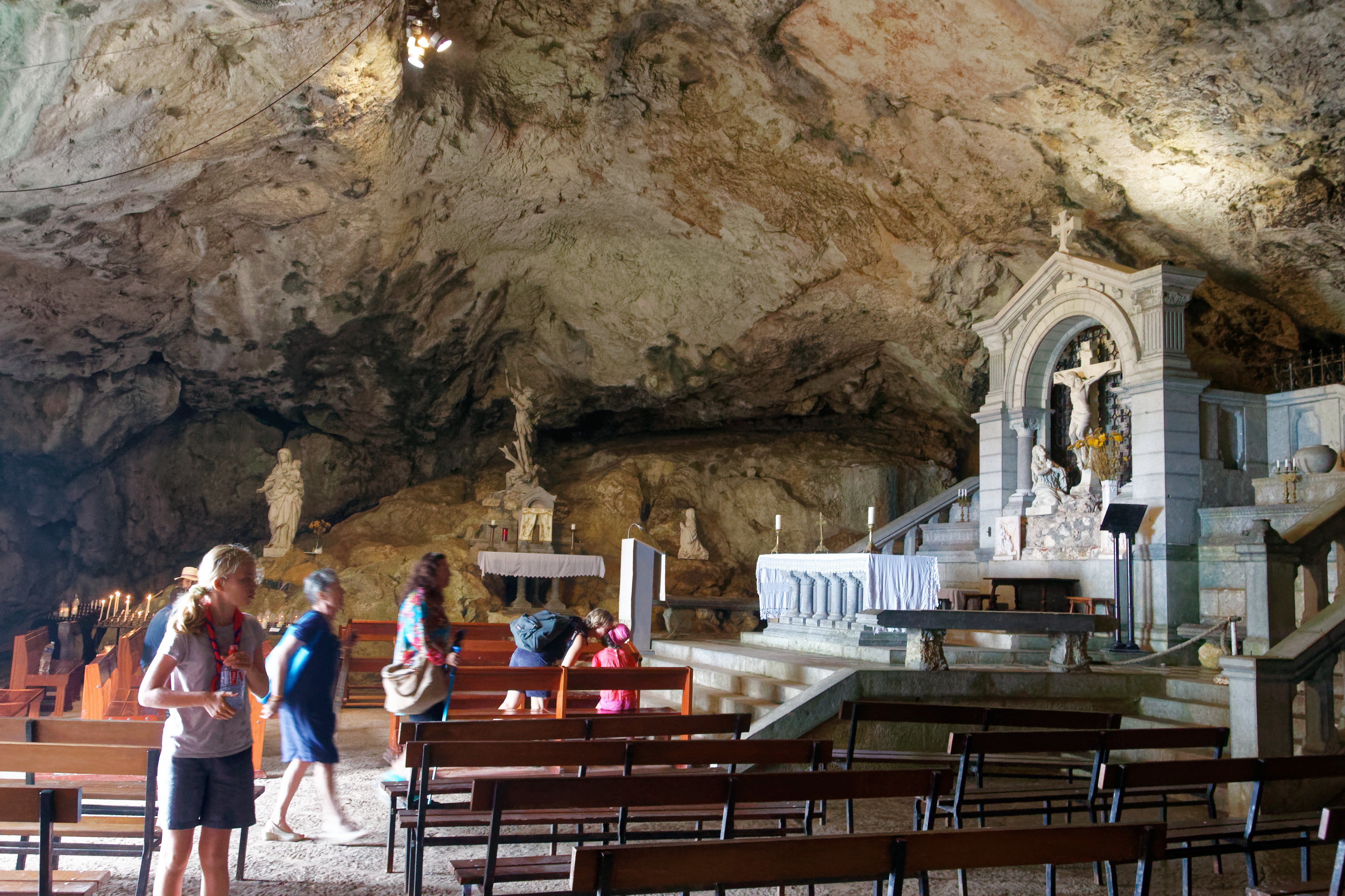
Höhlenkirche Innenansicht
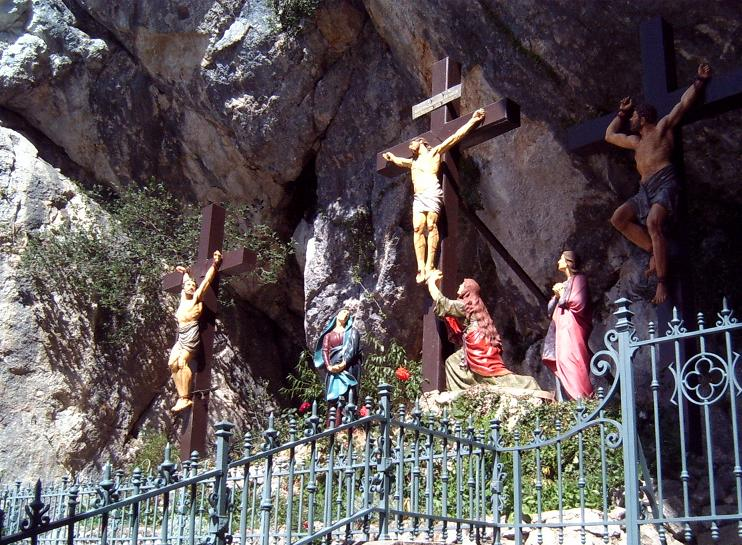
Kruzifix vor der Höhlenkirche
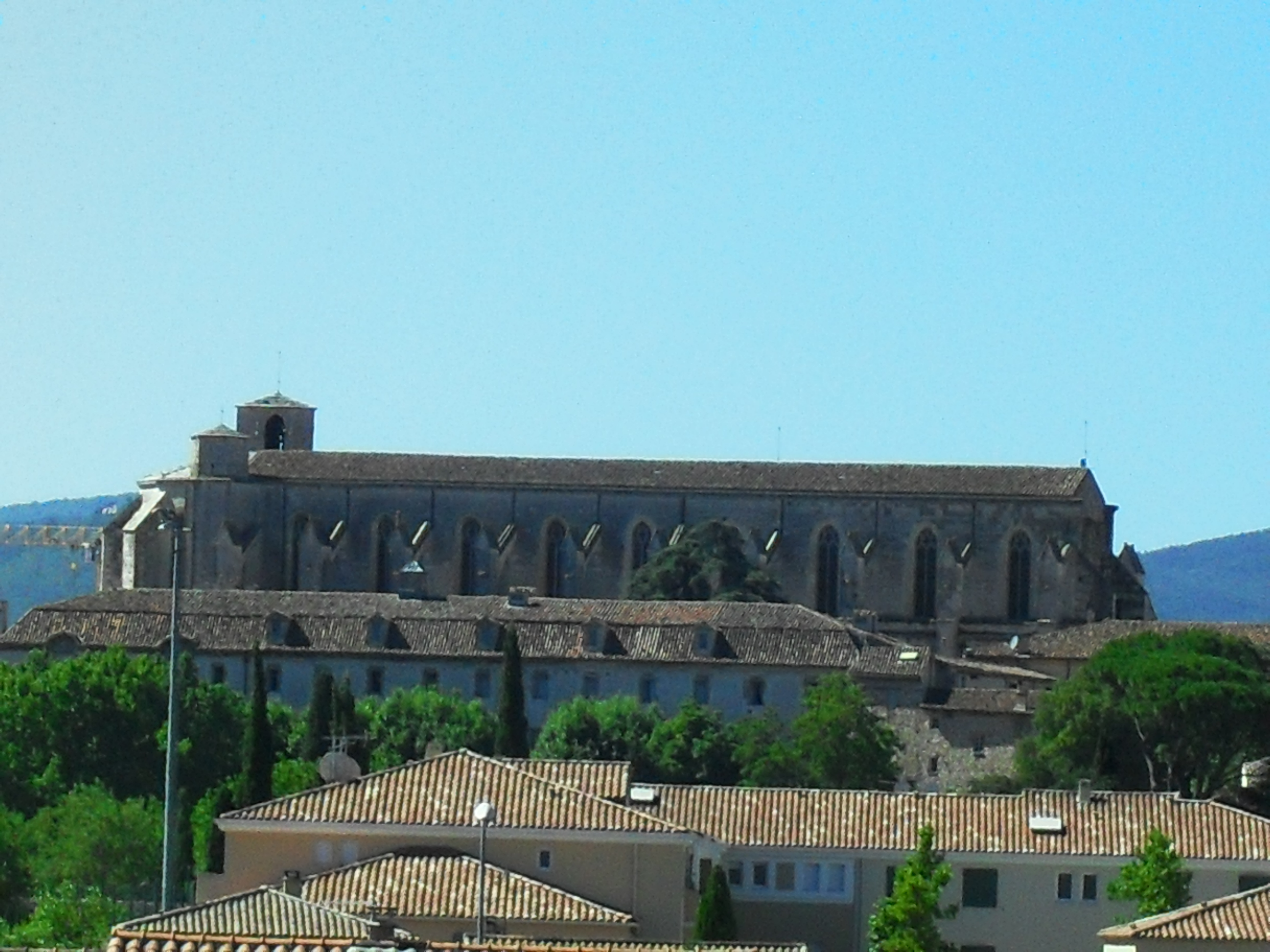
Basilika in Saint-Maximin-la-Sainte-Baume
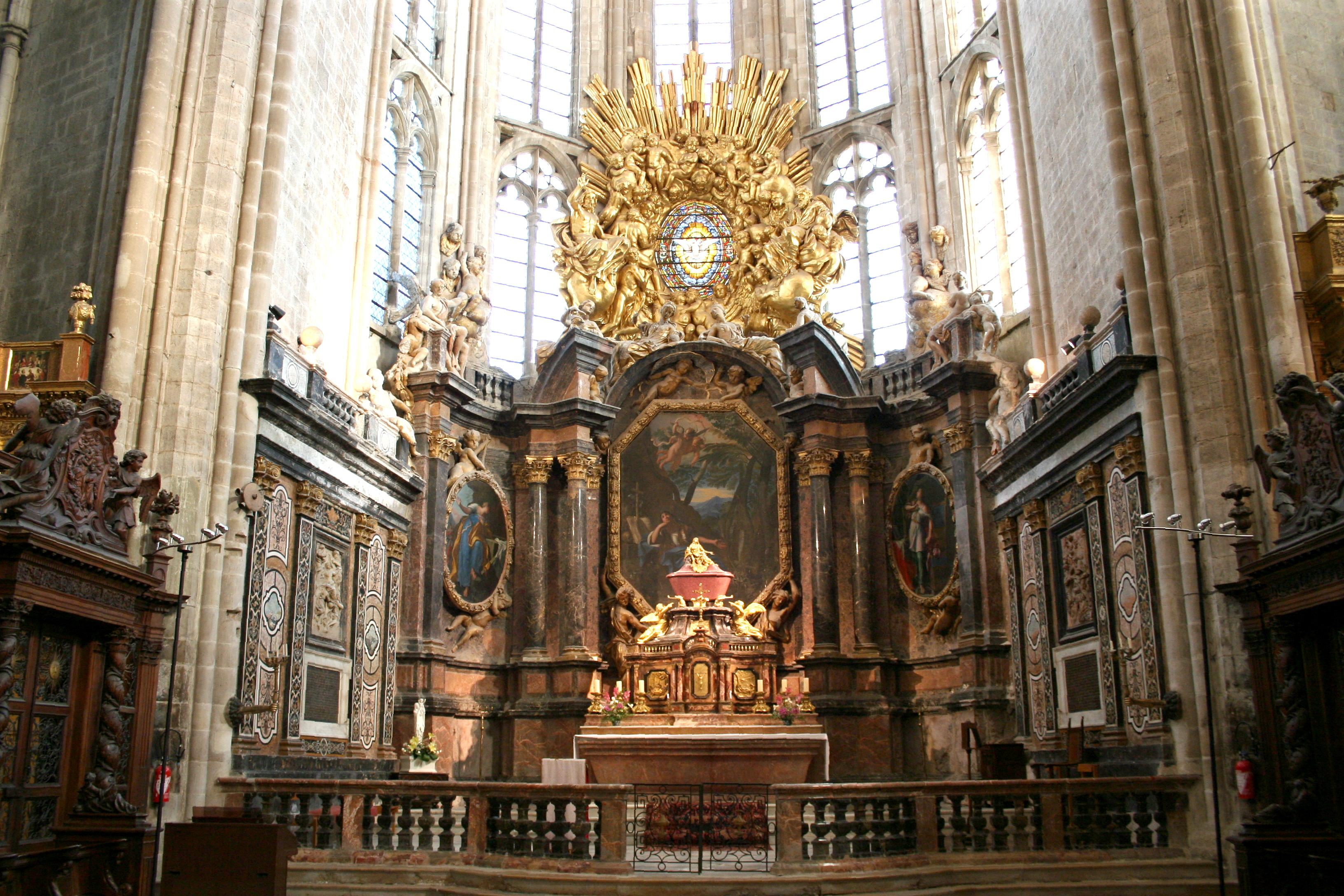
Innenansicht der Basilika
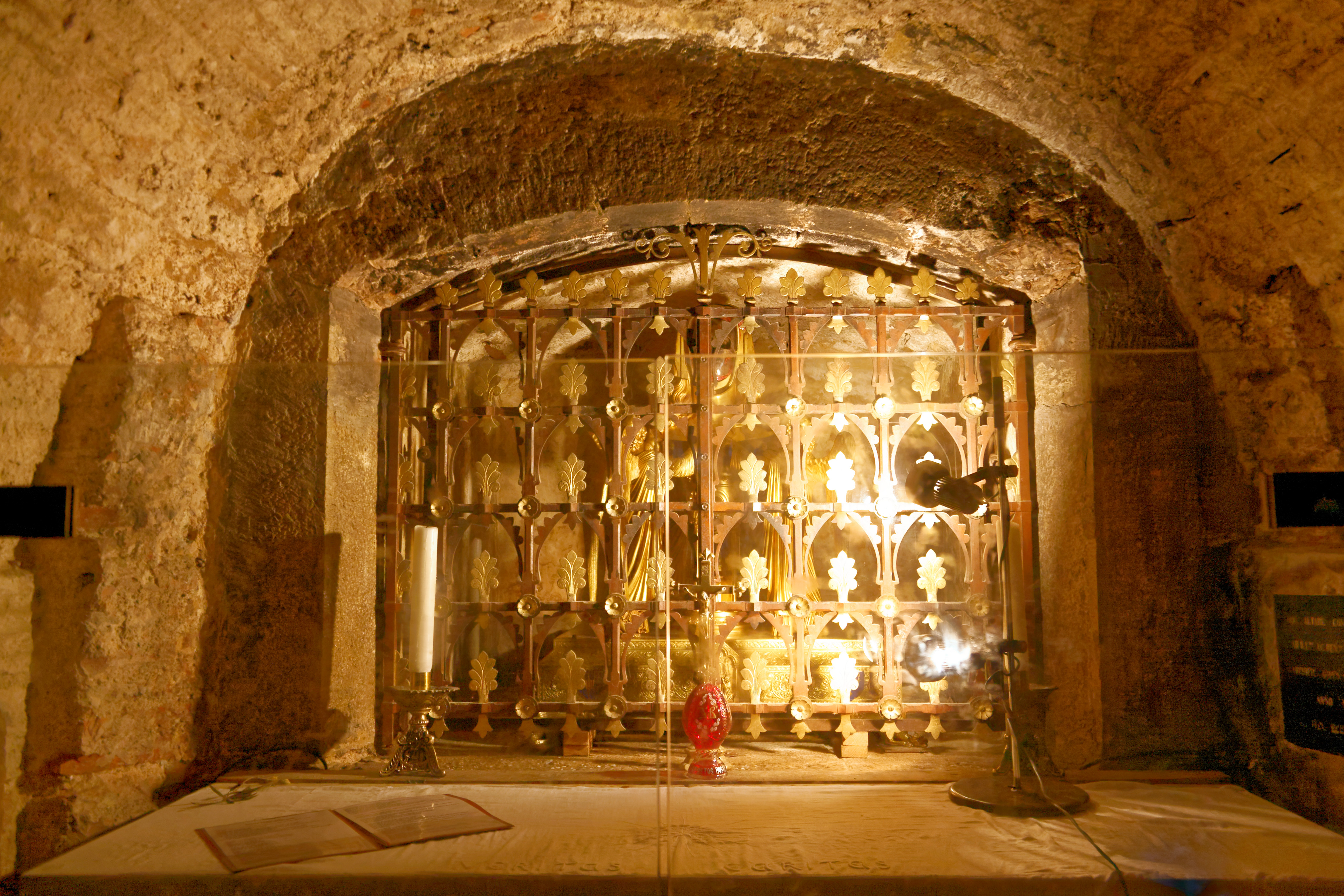
Reliquienschrein der Hl. Maria Magdalena in der Krypta der Basilika
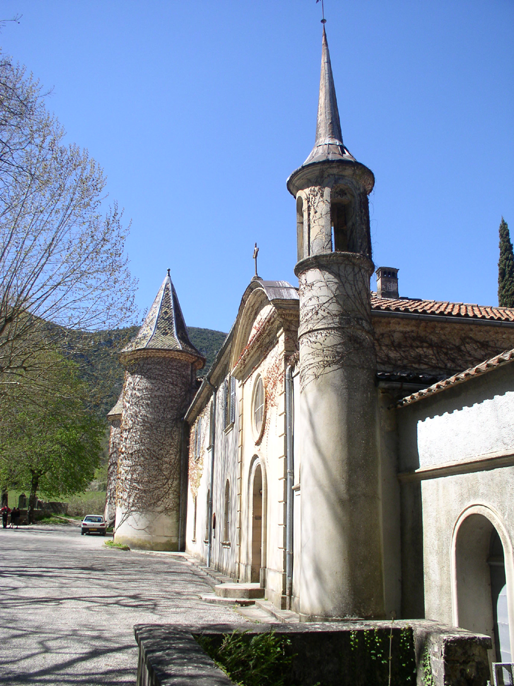
Kartause von Montrieux in Méounes-lès-Montrieux
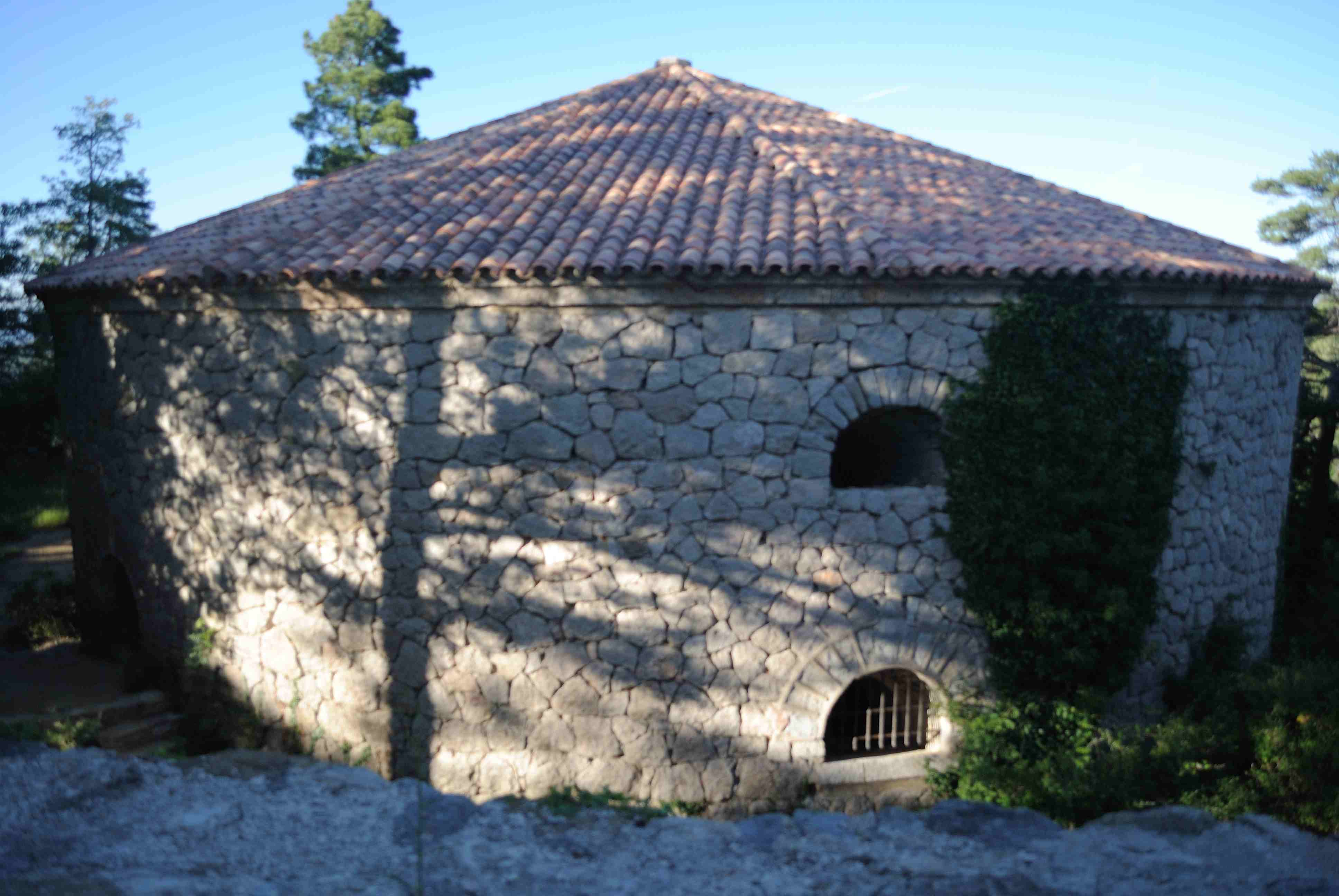
Der restaurierte Pivaut-Eiskühler in Mazaugues

## Tourismus
Aber auch Touristen, die auf der Suche nach Natur, Freizeit oder Geschichte sind, finden hier vielerlei Lokationen aus ihren Interessengebieten.
Das Massiv von Sainte-Beaume ist ein Paradies für Naturfreunde, Wanderbegeisterte und Klettersportler. Einen speziellen Kletterpfad bietet der Pic de Bertagne, der freie Sicht auf die Alpen und das Meer bietet.
Im Gemeindegebiet von Le Castellet befindet sich der Flughafen Castellet und die Rennstrecke Circuit Paul Ricard. Das ist zwar für einen Naturpark ungewöhnlich, diese Anlagen sind jedoch bereits in den Jahren von 1962 bis 1970 entstanden.

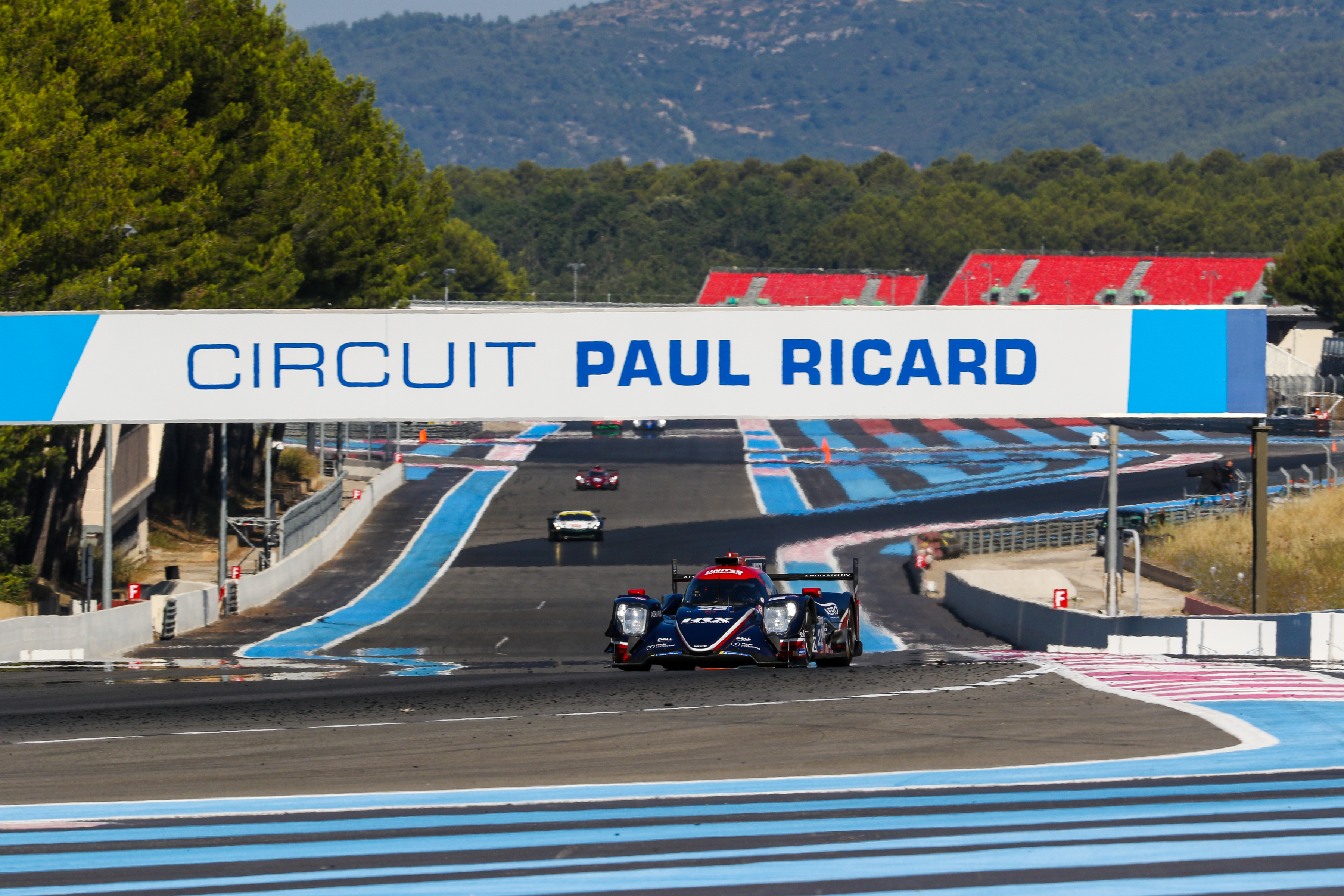
Rennstrecke Circuit Paul Ricard
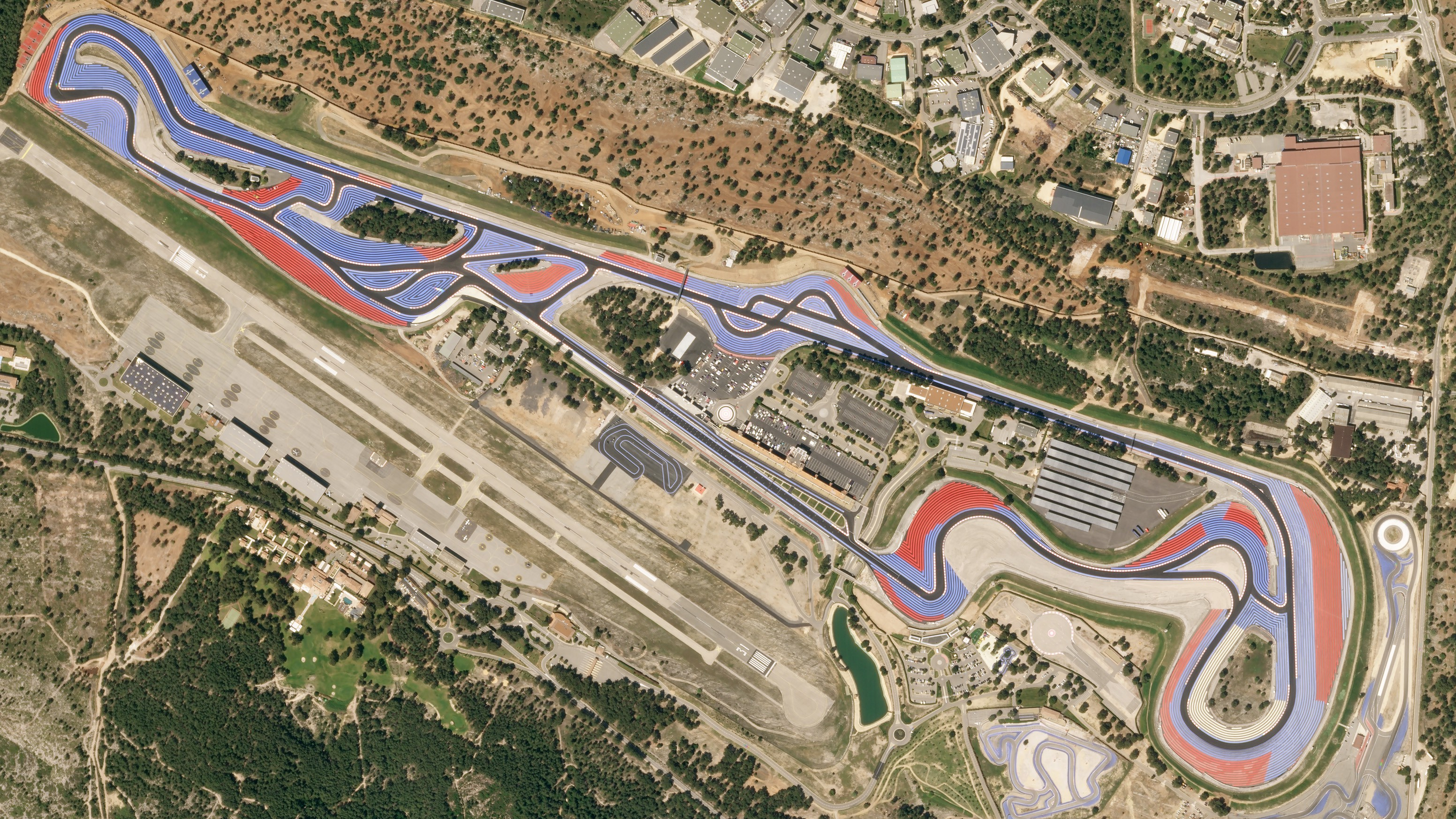
Plan der Rennstrecke
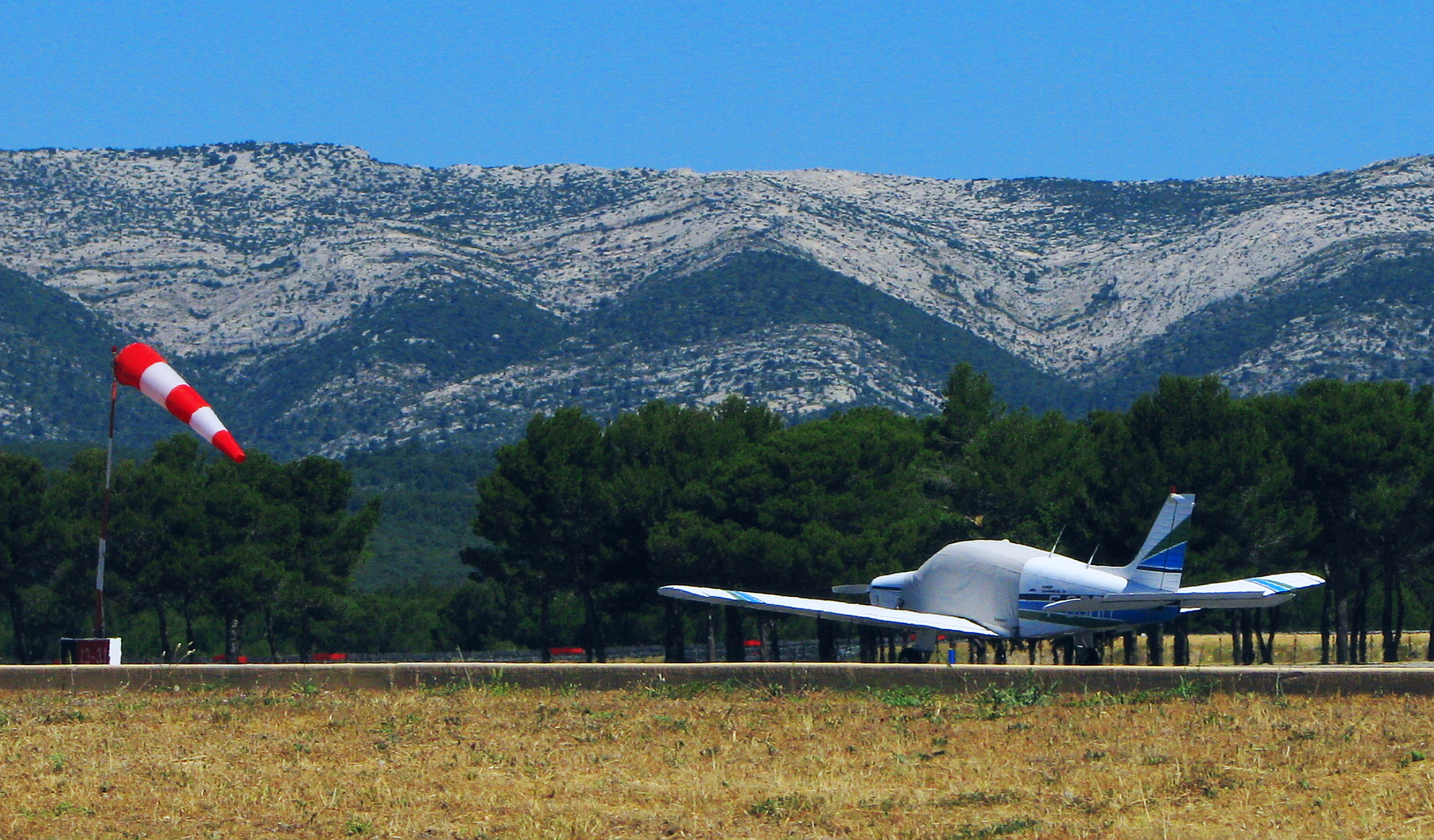
Flughafen Castellet